# Opiu

Opiul (cunoscut și sub numele de lacrimile macului sau Lachryma papaveris) este latexul uscat obținut din capsulele semințelor de mac de opiu, Papaver somniferum. Latexul de mac reprezintă sucul lăptos extras din capsulele de Papaver somniferum, care conține mai mulți alcaloizi opiacei, precum morfina și codeina, care se solidifică la uscare și formează opiul brut. Aproximativ 12% din opiu este format din alcaloidul analgezic morfină, care este procesat chimic pentru a produce heroină și alți opioidzi sintetici pentru uz medicinal și pentru traficul ilegal de droguri. Principalii alcaloizi psihoactivi ai opiului, în primul rând morfina, acționează asupra receptorilor μ-opioidici, provocând analgezie și dependență, utilizarea pe termen lung ducând la toleranță, dependență și risc crescut de cancer. Latexul conține, de asemenea, opiatele strâns înrudite codeină și tebaină, precum și alcaloizi non-analgezici, cum ar fi papaverină și noscapină. Metoda tradițională, care necesită multă muncă, de obținere a latexului este de a zgâria ("cresta") manual păstăile imature de semințe (fructele); latexul se scurge și se usucă formând un reziduu lipicios, gălbui, care este ulterior răzuit și deshidratat.
Cuvântul românesc pentru opiu este un împrumut din franceză (opium), care la rândul său provine din latină (opium), care derivă din ὄπιον (ópion), un diminutiv al lui ὀπός (opós, "suc de plantă"). Cuvântul meconiu (derivat din grecescul pentru "asemănător opiului", dar acum folosit pentru a se referi la materiile fecale ale nou-născutului) se referea istoric la preparate înrudite, mai slabe, făcute din alte părți ale macului de opiu sau din diferite specii de maci. Regiunea mediteraneană deține cele mai vechi dovezi arheologice ale utilizării macului de opiu de către om, datând de peste 5000 î.e.n., cultivarea începând în jurul anului 3400 î.e.n. în Mesopotamia. Opiul a fost utilizat pe scară largă pentru hrană, medicină, ritualuri și ca analgezic în civilizațiile antice, inclusiv în Grecia, Egipt și societățile islamice până în Evul Mediu.
Metodele de producție nu s-au schimbat semnificativ din antichitate. Prin ameliorarea selectivă a plantei Papaver somniferum, conținutul alcaloizilor fenantrenici morfină, codeină și, într-o măsură mai mică, tebaină a fost mult crescut. În timpurile moderne, o mare parte din tebaină, care servește adesea ca materie primă pentru sinteza oxicodonei, hidrocodonei, hidromorfonei și a altor opiacee semisintetice, provine din extragerea din Papaver orientale sau Papaver bracteatum. Producția modernă de opiu, odată interzisă pe scară largă, implică acum cultivarea pe scară largă – în special în Afganistan – unde este recoltat prin crestarea capsulelor de mac pentru a colecta latexul utilizat atât pentru droguri ilicite, cât și pentru medicamente legale, reducerile recente conduse de talibani reducând drastic cultivarea în Afganistan cu peste 95%.
Pentru traficul ilegal de droguri, morfina este extrasă din latexul de opiu, reducând greutatea în vrac cu 88%. Aceasta este apoi transformată în heroină, care este aproape de două ori mai puternică, și crește valoarea cu un factor similar. Greutatea și volumul redus facilitează contrabanda.

## Istoric
Regiunea mediteraneană conține cele mai vechi dovezi arheologice ale utilizării umane; cele mai vechi semințe cunoscute datează de peste 5000 î.e.n., în Neolitic, cu scopuri precum hrană, anestezice și ritualuri. Dovezile din Grecia antică indică faptul că opiul era consumat în mai multe moduri, inclusiv prin inhalarea vaporilor, supozitoare, cataplasme medicale și ca o combinație cu cucuta pentru sinucidere. Opiul este menționat în cele mai importante texte medicale din lumea antică și medievală, inclusiv în Papirusul Ebers și în scrierile lui Dioscoride, Galen și Avicenna. Utilizarea medicală pe scară largă a opiului neprocesat a continuat până la Războiul Civil American, înainte de a face loc morfinei și succesorilor săi, care puteau fi injectate într-o doză controlată precis.

### Utilizarea antică (înainte de 500 e.n.)
Citat: Puțin din el, luat cât un bob de mazăriche, alină durerea, provoacă somnul și ajută digestia... dar băut în exces dăunează, făcându-i pe oameni letargici, și ucide. ( Dioscoride, Introducere la The Herbal of Dioscorides the Greek)

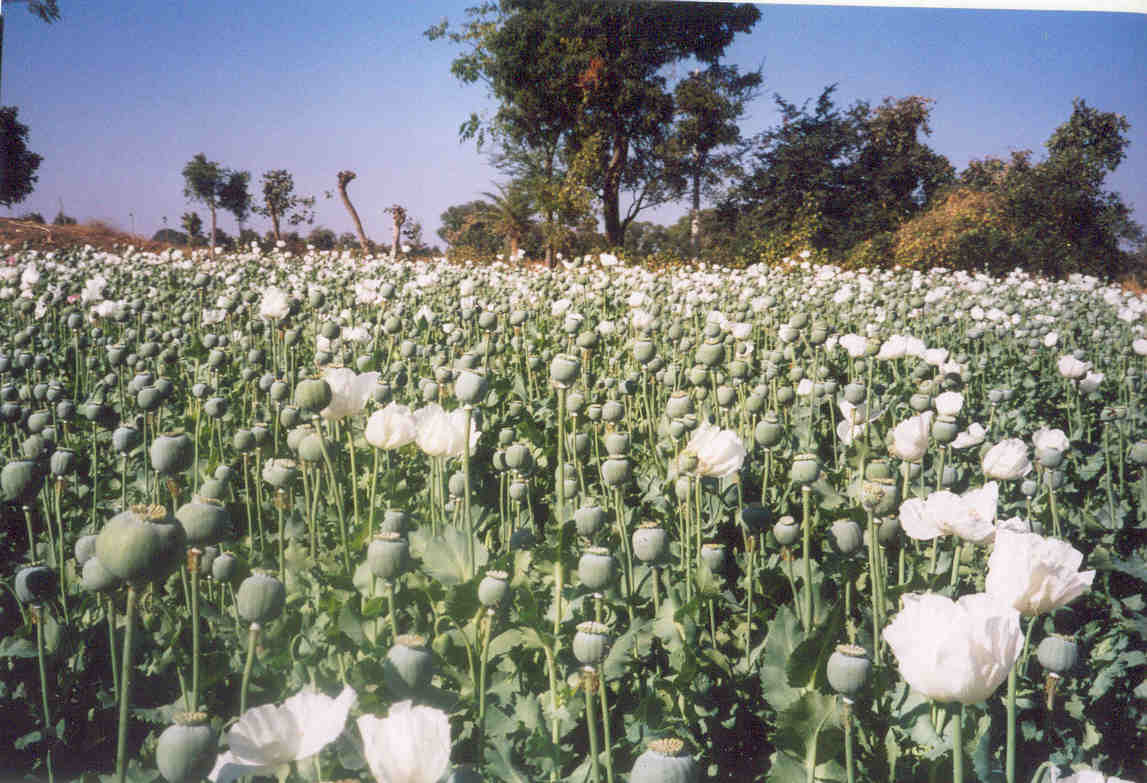
Cultură de mac din Malwa în India (probabil Papaver somniferum var. album)

Opiul a fost colectat activ începând cu aproximativ 3400 î.e.n.
Cel puțin 17 descoperiri de Papaver somniferum din așezări neolitice au fost raportate în Elveția, Germania și Spania, inclusiv plasarea unui număr mare de capsule de semințe de mac într-un sit funerar (Cueva de los Murciélagos, sau "Peștera Liliecilor", din Spania), care a fost datată cu carbon-14 la 4200 î.e.n. Numeroase descoperiri de P. somniferum sau P. setigerum din așezări din Epoca Bronzului și Epoca Fierului au fost, de asemenea, raportate. Prima cultivare cunoscută a macului de opiu a fost în Mesopotamia, aproximativ 3400 î.e.n., de către sumerieni, care au numit planta hul gil, "planta bucuriei". Tabletele găsite la Nippur, un centru spiritual sumerian la sud de Bagdad, descriau colectarea sucului de mac dimineața și utilizarea acestuia în producția de opiu. Cultivarea a continuat în Orientul Mijlociu de către asirieni antici, care, de asemenea, colectau sucul de mac dimineața după ce crestau păstăile cu o lingură de fier; ei numeau sucul aratpa-pal, posibil rădăcina cuvântului Papaver. Producția de opiu a continuat sub babilonieni și egipteni.
Opiul era folosit cu cucuta otrăvitoare pentru a ucide oamenii rapid și fără durere. Era folosit și în medicină. Spongia somnifera, bureți îmbibați în opiu, erau folosiți în timpul intervențiilor chirurgicale. Egiptenii cultivau opium thebaicum în faimoasele câmpuri de mac în jurul anului 1300 î.e.n. Opiul era comercializat din Egipt de către fenicieni și minoici către destinații din jurul Mării Mediterane, inclusiv Grecia, Cartagina și Europa. Până în 1100 î.e.n., opiul era cultivat în Cipru, unde se foloseau cuțite de calitate chirurgicală pentru a cresta păstăile de mac, iar opiul era cultivat, comercializat și fumat. Opiul a fost menționat și după cucerirea persană a teritoriilor asiriene și babiloniene în secolul al VI-lea î.e.n.

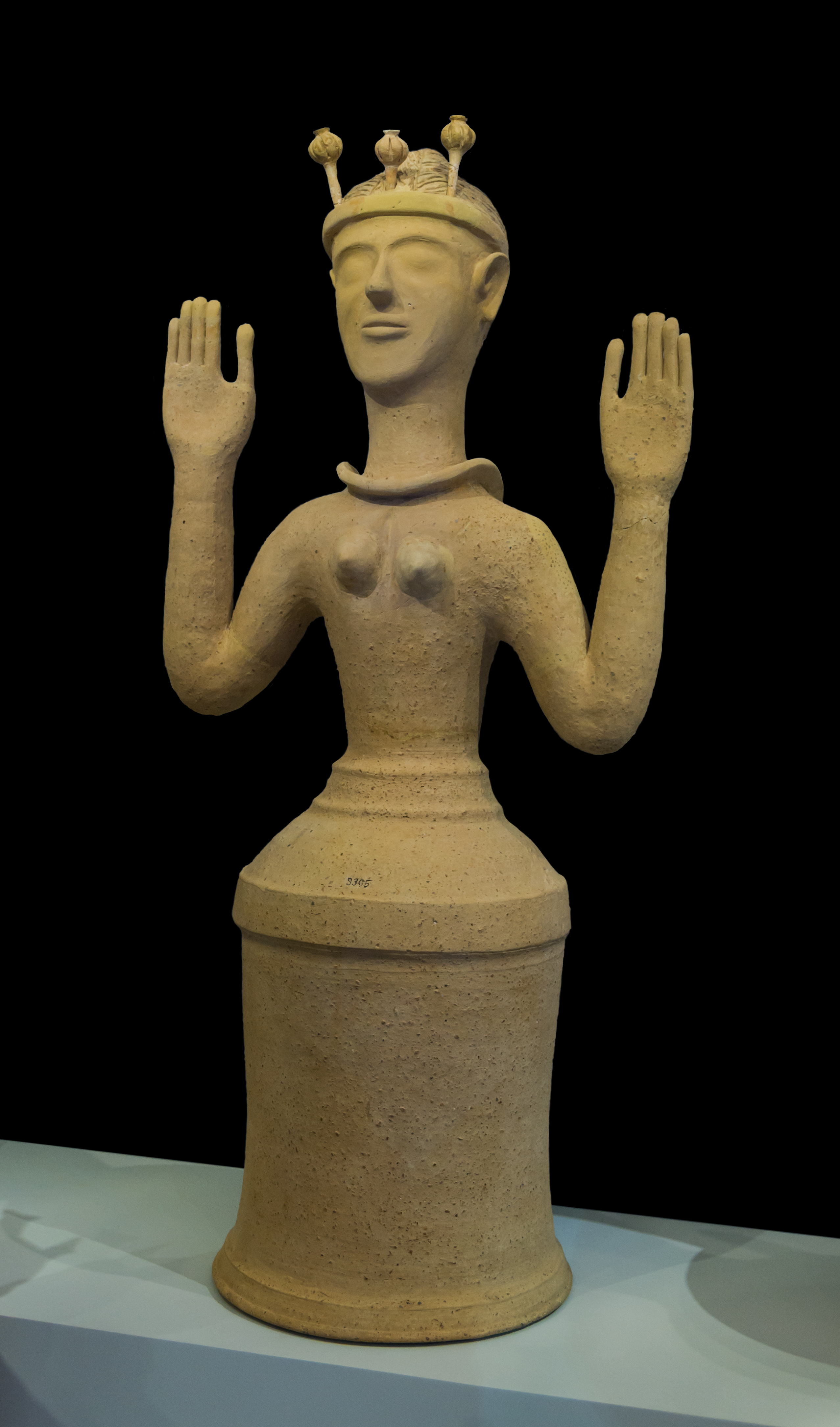
Figurină "Zeița Extazului" din Creta, datată în jurul Epocii Bronzului Târziu

Încă de la cele mai vechi descoperiri, opiul pare să fi avut o semnificație rituală, iar antropologii au speculat că preoții antici ar fi putut folosi drogul ca dovadă a puterii de vindecare. În Egipt, utilizarea opiului era în general restricționată preoților, magicienilor și războinicilor, invenția sa fiind atribuită lui Thot, și se spunea că a fost dat de Isis lui Ra ca tratament pentru o durere de cap. O figurină a unei zeițe datată în jurul anului 1300 î.e.n. din perioada minoică conține trei ace de păr în formă de capsule de mac, toate având incizii care sugerează că cretanii cunoșteau metoda de extragere a opiului. În plus, zâmbetul și buzele ei întredeschise sugerează că s-ar putea afla într-o stare indusă de opiu. Acest lucru i-a influențat pe unii cercetători să o numească "zeița extazului".
Dovezi suplimentare confirmă utilizarea opiului în Mediterana începând cu Epoca Bronzului Târziu, datorită unui număr de mici lekythoi din diverse locuri din Creta. Se presupune că acești lekythoi conțineau opiu farmaceutic, datorită formei vaselor, analogă cu cea a capului de mac. În plus, fiecare vas este decorat cu dungi verticale, foarte asemănătoare cu procesul de tăiere a macului pentru extragerea sevei. Există și alte dovezi ale utilizării opiului în această epocă, datorită pyxis-urilor pictate. Acestea erau decorate cu capsule de mac pictate și păsări ținând atât capsule de mac, cât și tulpini de mac.
Utilizarea opiului în lumea mediteraneeană antică este bine documentată, mulți autori discutând despre utilizările sale. În Grecia antică, era considerat o plantă magică și otrăvitoare, folosită în ceremonii religioase. Inițiații cultului lui Demetra luau, cel mai probabil, opiu. Acest lucru se datorează faptului că se spune că Demetra a mâncat planta de opiu când fiica ei, Persefona, a fost răpită, pentru a putea adormi și a-și uita durerea. Pentru cetățenii din Micene, macul de opiu era un obiect de cult, reprezentat pe mormintele regale.
În cele din urmă, lumea greco-romană a început să accepte opiul și pentru calitățile sale medicinale. Se spune că Elena din Sparta a folosit "drogul nepenthes", despre care unii autori cred că era un amestec ce conținea opiu. În siturile arheologice din Sparta antică, s-au găsit pandantive decorate cu capsule de mac de opiu, confirmând această credință. În secolul al III-lea î.e.n., Teofrast se referă la el și discută procesul de obținere a sevei prin zdrobirea sa, deoarece procesul de incizare a macului a fost pierdut până în anul 40 e.n. Procesul a fost reînvățat de Scribonius Largus, medicul împăratului Claudius, care scrie despre procesul de obținere a opiului. Ambii autori notează că opiul inducea somnul și amorțea durerea, ignorând efectele sale asupra creierului. Cu toate acestea, alte scrieri consideră efectele sale asupra minții ca fiind importante, cum ar fi cele ale lui Diagoras din Melos și Erasistratos, care credeau că dependența de opiu ar dăuna creierului și corpului, îndemnându-i pe alții să nu-l folosească deloc. Hipocrate credea că opiul este un remediu natural care poate vindeca anumite afecțiuni, dar pleda și pentru utilizarea sa cu moderație. În plus, anumiți scriitori antici considerau macul ca fiind și un condiment important. Atât Cato, cât și Plauto au scris despre utilizarea sa ca mirodenie, dovezile arheologice provenite de la turte de semințe găsite în ferme romane antice susținând aceste afirmații.
Zeii greci Hypnos (Somnul), Nyx (Noaptea) și Thanatos (Moartea) erau reprezentați încoronați cu maci sau ținându-i în mână. Macii împodobeau frecvent și statuile lui Apollo, Asclepios, Pluto, Demetra, Afrodita, Cybele și Isis, simbolizând uitarea nocturnă.

### Societățile islamice (500–1500 e.n.)

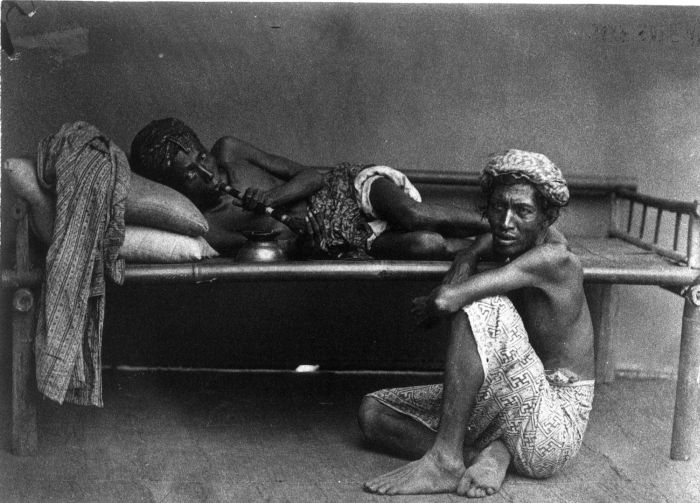
Consumatori de opiu în Java în timpul perioadei coloniale olandeze, c. 1870

Pe măsură ce puterea Imperiului Roman a scăzut, teritoriile la sud și la est de Marea Mediterană au fost incorporate în Imperiile Islamice. Unii musulmani cred că hadith-urile, cum ar fi cele din Sahih Bukhari, interzic orice substanță intoxicantă, deși utilizarea intoxicanților în medicină a fost larg permisă de către învățați. Cele cinci volume ale lui Dioscoride, De Materia Medica, precursorul farmacopeelor, au rămas în uz (fiind editate și îmbunătățite în versiunile arabe) din secolul I până în secolul al XVI-lea și au descris opiul și gama largă de utilizări ale acestuia, predominante în lumea antică.

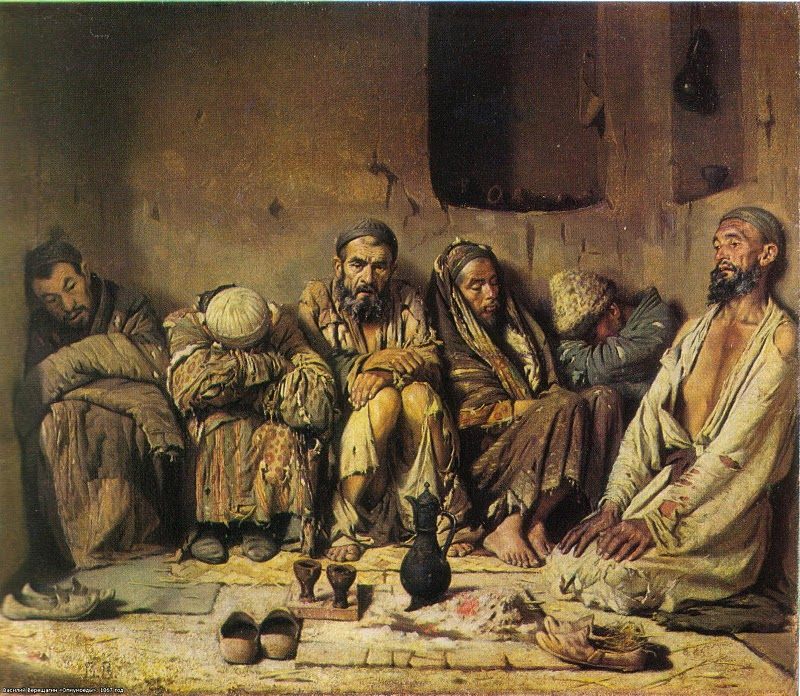
Consumatori de opiu de Vasili Vereșciaghin înfățișează o vizuină de opiu în Turkestan, 1868

Între 400 și 1200 d.Hr., comercianții arabi au introdus opiul în China, și în India până în 700 d.Hr. Medicul Muhammad ibn Zakariya al-Razi de origine persană ("Rhazes", 845–930 e.n.) a întreținut un laborator și o școală în Bagdad și a fost un student și critic al lui Galen; el a folosit opiul în anestezie și a recomandat utilizarea acestuia pentru tratamentul melancoliei în Fi ma-la-yahdara al-tabib, "În absența unui medic", un manual medical de casă destinat cetățenilor obișnuiți pentru autotratament dacă un medic nu era disponibil.
Renumitul chirurg andaluz specializat în oftalmologie Abu al-Qasim al-Zahrawi ("Abulcasis", 936–1013 e.n.) s-a bazat pe opiu și mătrăgună ca anestezice chirurgicale și a scris un tratat, al-Tasrif, care a influențat gândirea medicală până în secolul al XVI-lea.
Medicul persan Abū 'Alī al-Husayn ibn Sina ("Avicenna") a descris opiul ca fiind cel mai puternic dintre stupefiante, în comparație cu mătrăguna și alte ierburi extrem de eficiente, în Canonul de Medicină. Textul enumeră efectele medicinale ale opiului, cum ar fi analgezia, hipnoza, efectele antitusive, efectele gastrointestinale, efectele cognitive, depresia respiratorie, tulburările neuromusculare și disfuncția sexuală. De asemenea, se referă la potențialul opiului ca otravă. Avicenna descrie mai multe metode de administrare și recomandări pentru dozele de drog. Acest text clasic a fost tradus în latină în 1175 și ulterior în multe alte limbi și a rămas autoritar până în secolul al XIX-lea. Șerafeddin Sabuncuoğlu a folosit opiul în secolul al XIV-lea în Imperiul Otoman pentru a trata durerile de cap migrenoase, sciatica și alte afecțiuni dureroase.

### Reintroducerea în medicina occidentală

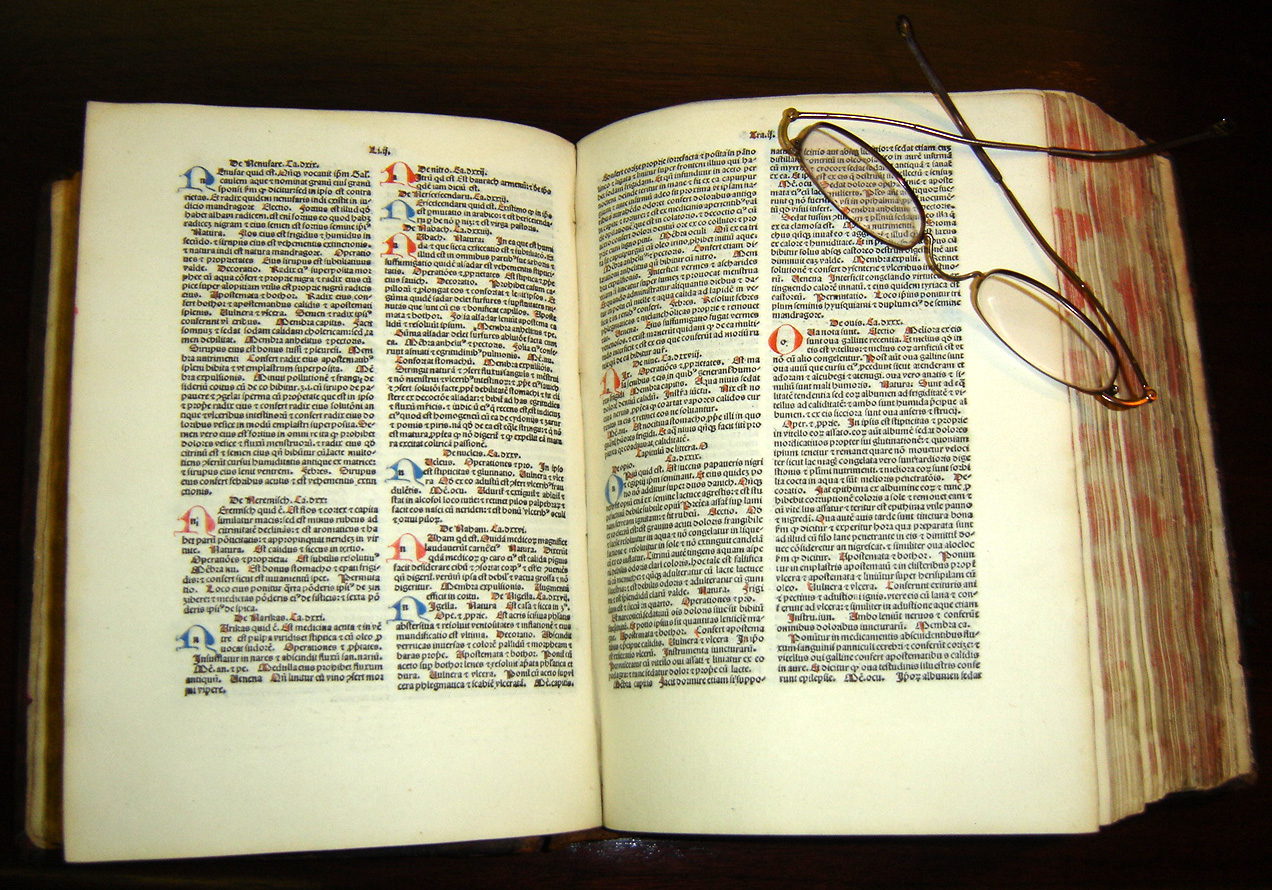
Traducere în latină a Canonului de Medicină al lui Avicenna, 1483

Manuscrise ale lucrării din secolul al V-lea a lui Pseudo-Apuleius din secolele al X-lea și al XI-lea se referă la utilizarea macului sălbatic Papaver agreste sau Papaver rhoeas (identificat ca P. silvaticum) în loc de P. somniferum pentru inducerea somnului și ameliorarea durerii.
Utilizarea laudanumului lui Paracelsus a fost introdusă în medicina occidentală în 1527, când Philippus Aureolus Theophrastus Bombastus von Hohenheim, mai cunoscut sub numele de Paracelsus, a pretins (în mod îndoielnic) că s-a întors din peregrinările sale în Arabia cu o sabie faimoasă, în mânerul căreia păstra "Pietre ale Nemuririi" compuse din opium thebaicum, suc de citrice și "chintesență de aur". Laudanumul este o tinctură opiatică creată în secolul XVI, inițial popularizată de Paracelsus; era folosit ca analgezic și sedativ și conținea opiu diluat în alcool, deși rețeta exactă originală nu se mai cunoaște integral. Numele "Paracelsus" era un pseudonim care îl desemna ca egal sau superior lui Aulus Cornelius Celsus, al cărui text, ce descria utilizarea opiului sau a unui preparat similar, fusese recent tradus și reintrodus în Europa medievală. Canonul de Medicină, manualul medical standard pe care Paracelsus l-a ars într-un foc public la trei săptămâni după ce a fost numit profesor la Universitatea din Basel, descria și utilizarea opiului, deși multe traduceri latine erau de calitate slabă. Laudanum era inițial termenul din secolul al XVI-lea pentru un medicament asociat cu un anumit medic, care era larg apreciat, dar a devenit standardizat ca "tinctură de opiu", o soluție de opiu în etanol, a cărei dezvoltare i se atribuie lui Paracelsus. În timpul vieții sale, Paracelsus a fost văzut ca un aventurier care a contestat teoriile și motivele mercenare ale medicinei contemporane cu terapii chimice periculoase, dar terapiile sale au marcat un punct de cotitură în medicina occidentală. În anii 1660, laudanumul a fost recomandat pentru durere, insomnie și diaree de către Thomas Sydenham, renumitul "părinte al medicinei engleze" sau "Hipocrate englez", căruia i se atribuie citatul: "Dintre remediile pe care Atotputernicul Dumnezeu le-a dat omului pentru a-i alina suferințele, niciunul nu este atât de universal și atât de eficace ca opiul." Utilizarea opiului ca panaceu a fost reflectată în formularea mitridatiumului descris în Chambers Cyclopedia din 1728, care includea opiu adevărat în amestec.
În cele din urmă, laudanumul a devenit ușor disponibil și utilizat pe scară largă în secolul al XVIII-lea în Europa, în special în Anglia. Comparativ cu alte substanțe chimice disponibile medicilor obișnuiți din secolul al XVIII-lea, opiul era o alternativă benignă la arsenic, mercur sau emetice, și a avut un succes remarcabil în ameliorarea unei game largi de afecțiuni. Datorită constipației produse adesea de consumul de opiu, acesta a fost unul dintre cele mai eficiente tratamente pentru holeră, dizenterie și diaree. Ca antitusiv, opiul a fost utilizat pentru a trata bronșita, tuberculoza și alte boli respiratorii. Opiul era, de asemenea, prescris pentru reumatism și insomnie. Manualele medicale recomandau chiar utilizarea sa de către persoanele sănătoase, pentru a "optimiza echilibrul intern al corpului uman".
În secolul al XVIII-lea, s-a constatat că opiul este un bun remediu pentru tulburările nervoase. Datorită proprietăților sale sedative și tranchilizante, a fost folosit pentru a calma mințile celor cu psihoză, pentru a ajuta persoanele considerate nebune și, de asemenea, pentru a trata pacienții cu insomnie. Cu toate acestea, în ciuda valorilor sale medicinale în aceste cazuri, s-a observat că în cazurile de psihoză, ar putea provoca furie sau depresie, iar datorită efectelor euforice ale drogului, ar putea face ca pacienții deprimați să devină și mai deprimați după ce efectele dispăreau, deoarece se obișnuiau să fie sub influența drogului.
Utilizarea medicală standard a opiului a persistat până în secolul al XIX-lea. Președintele american William Henry Harrison a fost tratat cu opiu în 1841, iar în Războiul Civil American, Armata Uniunii a folosit 175000 lb (80.000 kg) de tinctură și pulbere de opiu și aproximativ 500.000 de pastile de opiu. În această perioadă de popularitate, utilizatorii numeau opiul "Medicamentul lui Dumnezeu".
Un motiv pentru creșterea consumului de opiacee în Statele Unite în secolul al XIX-lea a fost prescrierea și eliberarea de opiacee legale de către medici și farmaciști femeilor cu "probleme feminine" (în principal pentru a ameliora durerile menstruale și isteria). Deoarece opiaceele erau considerate mai umane decât pedeapsa sau constrângerea, ele erau adesea folosite pentru a trata bolnavii mintal. Între 150.000 și 200.000 de dependenți de opiacee trăiau în Statele Unite la sfârșitul secolului al XIX-lea, iar între două treimi și trei sferturi dintre acești dependenți erau femei.
Dependența de opiu la sfârșitul secolului al XIX-lea a primit o definiție ereditară. Dr. George Beard a propus în 1869 teoria sa despre neurastenie, o deficiență ereditară a sistemului nervos care ar putea predispune un individ la dependență. Neurastenia era din ce în ce mai legată în retorica medicală de "epuizarea nervoasă" suferită de mulți funcționari în viața din ce în ce mai agitată și industrializată din SUA – cei mai probabili clienți potențiali ai medicilor.

### Utilizarea recreativă în Europa, Orientul Mijlociu și SUA (secolele XI-XIX)

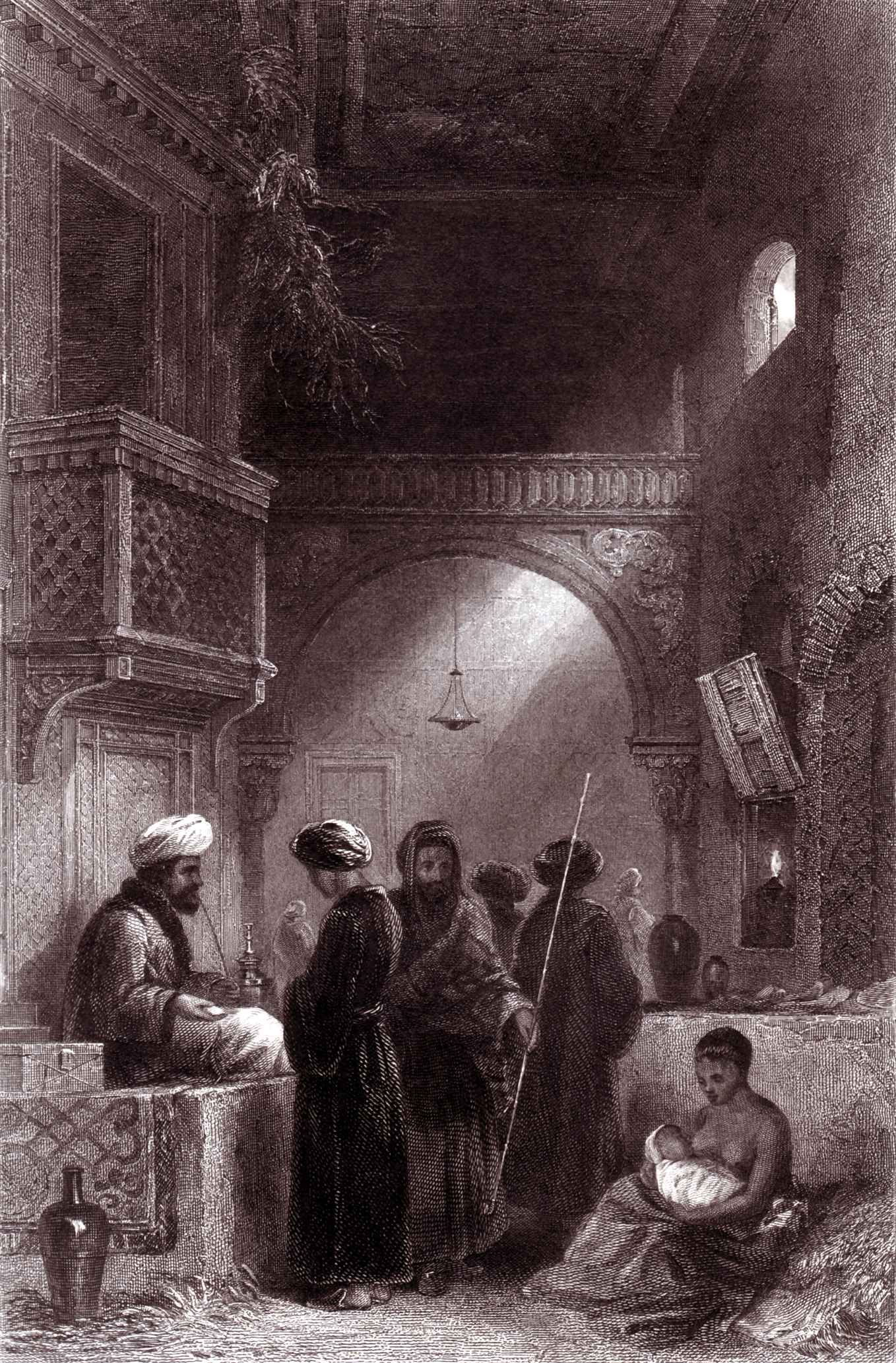
Viziunea unui artist asupra unui vânzător otoman de opiu

Soldații care se întorceau acasă de la cruciade în secolele XI-XIII au adus opiu cu ei. Se spune că opiul a fost folosit în scopuri recreative începând cu secolul al XIV-lea în societățile musulmane. Mărturiile otomane și europene confirmă că, din secolele XVI-XIX, opiul anatolian era consumat în Constantinopol la fel de mult pe cât era exportat în Europa. În 1573, de exemplu, un vizitator venețian în Imperiul Otoman a observat că mulți dintre nativii turci din Constantinopol beau în mod regulat o "anumită apă neagră făcută cu opiu" care îi făcea să se simtă bine, dar de care deveneau atât de dependenți încât, dacă încercau să renunțe, "mureau repede". Consumând-o, dervișii pretindeau că drogurile le ofereau viziuni despre fericirea viitoare. Într-adevăr, Imperiul Otoman a furnizat Occidentului opiu cu mult înainte de China și India.
Surse textuale și picturale extinse arată, de asemenea, că cultivarea macului și consumul de opiu erau răspândite în Iranul Safavid și India Mogulă.

#### Anglia
În Anglia, opiul a îndeplinit un rol "critic", așa cum a făcut și în alte societăți, în abordarea durerii multifactoriale, tusei, dizenteriei, diareii, așa cum susține Virginia Berridge. Un panaceu medical al secolului al XIX-lea, "orice persoană respectabilă" putea achiziționa o gamă de paste de hașiș și (mai târziu) morfină cu un kit de injectare complementar.
Confesiunile unui opioman englez (1822) de Thomas De Quincey, una dintre primele și cele mai faimoase relatări literare despre dependența de opiu scrise din punctul de vedere al unui dependent, detaliază plăcerile și pericolele drogului. În carte, el nu scrie despre dependenții otomani sau chinezi, ci despre consumatorii englezi de opiu: "Mă îndoiesc că vreun turc, dintre toți cei care au intrat vreodată în paradisul consumatorilor de opiu, a putut avea jumătate din plăcerea pe care am avut-o eu." De Quincey scrie despre marele poet romantic englez Samuel Taylor Coleridge (1772–1834), al cărui poem "Kubla Khan" este, de asemenea, considerat pe scară largă a fi un poem al experienței opiului. Coleridge a început să consume opiu în 1791 după ce a dezvoltat icter și febră reumatică, și a devenit dependent complet după un atac sever al bolii în 1801, necesitând 80–100 de picături de laudanum zilnic.

### China

#### Utilizarea recreativă în China
Vezi și: Istoria opiului în China, Opium den

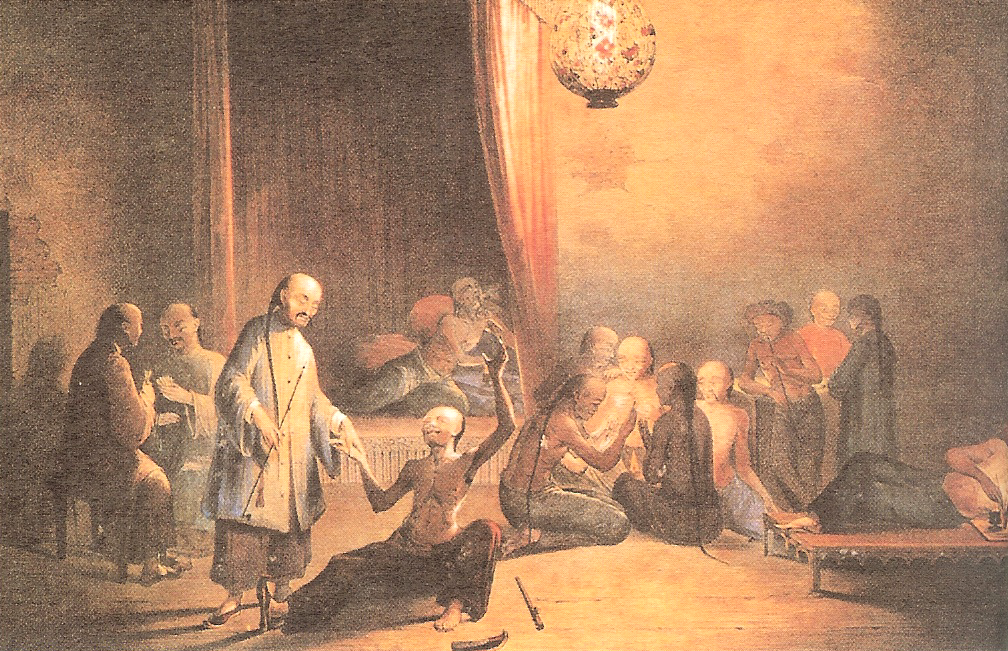
O vizuină de opiu în China secolului al XVIII-lea.

Cea mai veche descriere clară a utilizării opiului ca drog recreativ în China provine de la Xu Boling, care a scris în 1483 că opiul era "utilizat în principal pentru a sprijini masculinitatea, a întări sperma și a recâștiga vigoarea", și că "îmbunătățește arta alchimiștilor, sexul și doamnele de la curte". El a descris, de asemenea, o expediție trimisă de împăratul Ming Chenghua în 1483 pentru a procura opiu la un preț "egal cu cel al aurului" în Hainan, Fujian, Zhejiang, Sichuan și Shaanxi, unde este aproape de teritoriile vestice ale Xiyu. Un secol mai târziu, Li Shizhen a enumerat utilizările medicale standard ale opiului în renumitul său Compendiu de Materia Medica (1578), dar a scris și că "oamenii de rând îl folosesc pentru arta sexului," în special pentru capacitatea de a "opri emisia seminală". Această asociere a opiului cu sexul a continuat în China până la sfârșitul secolului al XIX-lea.
Fumatul opiului a început ca un privilegiu al elitei și a rămas un mare lux până la începutul secolului al XIX-lea. Cu toate acestea, până în 1861, Wang Tao scria că opiul era folosit chiar și de țăranii bogați, și chiar și un mic sat fără un depozit de orez ar avea un magazin unde se vindea opiu.
Utilizarea recreativă a opiului făcea parte dintr-un ritual civilizat și manierat, asemănător unei ceremonii a ceaiului est-asiatice, înainte de interdicțiile extinse care au urmat. În locurile de adunare, adesea ceainării, sau în casele oamenilor, porțiile de opiu erau oferite ca formă de salut și politețe. Adesea servit cu ceai (în China) și cu ustensile specifice și fine și pipe din lemn frumos sculptate. Cu cât fumătorul era mai bogat, cu atât materialele folosite în ceremonie erau mai fine și mai scumpe. Imaginea fumătorilor sordizi, subterani, săraci, a fost adesea generată de narațiunile anti-opiu și a devenit o imagine mai exactă a consumului de opiu după efectele interzicerii pe scară largă a opiului în anii 1880.

#### Interdicții în China
Interzicerea opiului în China a început în 1729, dar a fost urmată de aproape două secole de creștere a consumului de opiu. O distrugere masivă a opiului de către un emisar al împăratului chinez Daoguang, în încercarea de a opri contrabanda cu opiu de către britanici, a dus la Primul Război al Opiului (1839–1842), în care Marea Britanie a învins China. După 1860, consumul de opiu a continuat să crească odată cu producția internă pe scară largă în China. Până în 1905, se estima că 25% din populația masculină erau consumatori regulați ai drogului. Utilizarea recreativă a opiului în alte părți ale lumii a rămas rară până la sfârșitul secolului al XIX-lea, așa cum indică rapoartele ambivalente privind consumul de opiu. În 1906, au fost produse 41.000 de tone, dar deoarece 39.000 de tone din opiul acelui an au fost consumate în China, consumul general în restul lumii a fost mult mai mic. Aceste cifre din 1906 au fost criticate ca fiind supraestimate.

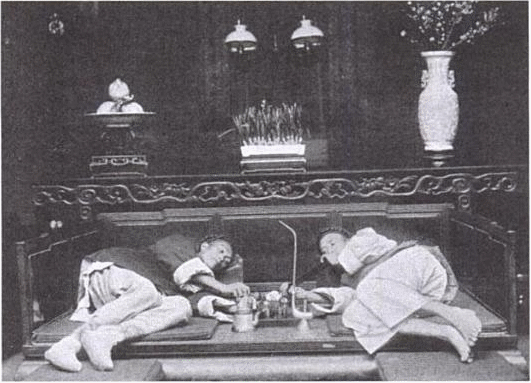
O casă chinezească de opiu; fotografiată în 1902

Fumatul opiului a urmat fumatului de tutun și este posibil să fi fost încurajat de o scurtă interdicție a fumatului de tutun de către împăratul Ming. Interdicția s-a încheiat în 1644 odată cu venirea dinastiei Qing, care a încurajat fumătorii să amestece cantități tot mai mari de opiu. În 1705, Wang Shizhen scria: "astăzi, de la nobili și domni până la sclavi și femei, toți sunt dependenți de tutun." Tutunul în acea vreme era frecvent amestecat cu alte ierburi (acest lucru continuă cu țigările cu cuișoare până în zilele noastre), iar opiul era o componentă a amestecului. Tutunul amestecat cu opiu se numea madak (sau madat) și a devenit popular în întreaga Chină și printre partenerii săi comerciali maritimi (cum ar fi Taiwan, Java și Filipine) în secolul al XVII-lea. În 1712, Engelbert Kaempfer a descris dependența de madak: "Nicio marfă din Indiile Orientale nu este vândută cu un profit mai mare de către batavieni decât opiul, fără de care utilizatorii săi nu se pot lipsi, nici nu pot ajunge la el decât dacă este adus de navele batavienilor din Bengal și Coromandel."
Alimentat în parte de interdicția din 1729 asupra madak-ului, care la început a exceptat efectiv opiul pur ca produs potențial medicinal, fumatul opiului pur a devenit mai popular în secolul al XVIII-lea. În 1736, fumatul opiului pur a fost descris de Huang Shujing, implicând o pipă din bambus cu margini de argint, umplută cu felii de palmier și păr, alimentată de un bol de lut în care o globulă de opiu topit era ținută deasupra flăcării unei lămpi cu ulei. Această procedură elaborată, care necesita menținerea vaselor de opiu la temperatura potrivită pentru ca o globulă să fie luată cu o frigăruie asemănătoare unui ac pentru fumat, a stat la baza unei meserii de "cules de pastă" prin care fetele servitoare puteau deveni prostituate pe măsură ce se ivea ocazia.

#### Diaspora chineză în Occident
Diaspora chineză în Occident (anii 1800 - 1949) a început să înflorească în secolul al XIX-lea datorită foametei și tulburărilor politice, precum și zvonurilor despre bogății ce puteau fi găsite în afara Asiei de Sud-Est. Emigranții chinezi în orașe precum San Francisco, Londra și New York City au adus cu ei modul chinezesc de a fuma opiu și tradițiile sociale ale vizuinei de opiu. Diaspora indiană a distribuit consumatorii de opiu în același mod, iar ambele grupuri sociale au supraviețuit ca "lascari" (marinari) și "coolie" (muncitori manuali). Marinarii francezi au constituit un alt grup major de fumători de opiu, dobândind obiceiul în timpul șederii în Indochina Franceză, unde drogul era promovat și monopolizat de guvernul colonial ca sursă de venit. Printre europenii albi, opiul era consumat mai frecvent sub formă de laudanum sau în medicamente brevetate. Legea britanică All-India Opium Act din 1878 a oficializat restricțiile etnice privind consumul de opiu, limitând vânzările recreative de opiu doar la consumatorii indieni de opiu înregistrați și la fumătorii chinezi de opiu și interzicând vânzarea acestuia lucrătorilor din Birmania. De asemenea, în San Francisco, imigranților chinezi li se permitea să fumeze opiu, atâta timp cât se abțineau să o facă în prezența albilor.
Din cauza statutului social scăzut al muncitorilor imigranți, scriitorii și mass-media contemporane nu au avut nicio dificultate în a descrie vizuinele de opiu ca focare de viciu, sclavie albă, jocuri de noroc, lupte cu cuțite și revolvere și o sursă de droguri care provoacă supradoze mortale, cu potențialul de a crea dependență și a corupe populația albă. Până în 1919, revoltele anti-chineze au atacat Limehouse, Chinatown-ul din Londra. Bărbații chinezi au fost deportați pentru că jucau keno și condamnați la muncă silnică pentru posesie de opiu. Din această cauză, atât populația imigrantă, cât și consumul social de opiu au intrat în declin. Cu toate acestea, în ciuda relatărilor literare senzaționaliste care susțineau contrariul, Londra secolului al XIX-lea nu era un focar al fumatului de opiu. Lipsa totală de dovezi fotografice ale fumatului de opiu în Marea Britanie, spre deosebire de abundența relativă de fotografii istorice care înfățișează fumatul de opiu în America de Nord și Franța, indică faptul că infama scenă a fumatului de opiu din Limehouse era puțin mai mult decât o fantezie din partea scriitorilor britanici ai vremii, care intenționau să-și scandalizeze cititorii în timp ce amplificau amenințarea "pericolului galben".

#### Interzicere și conflict în China
Articol principal: Distrugerea opiului la Humen, Războaiele Opiului, Istoria opiului în China
Vezi și: Politica japoneză privind opiul în Taiwan (1895–1945)

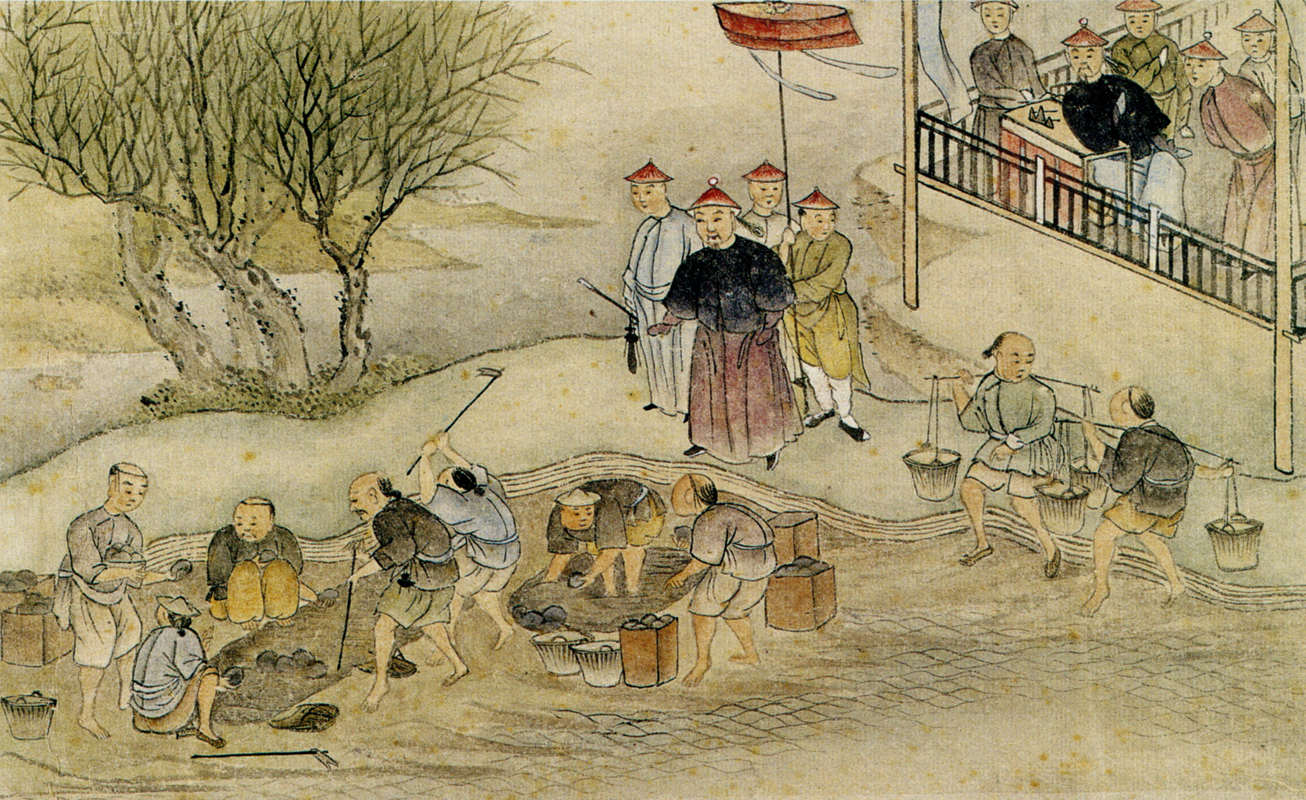
Distrugerea opiului la Humen, iunie 1839

O încercare de interzicere pe scară largă a opiului a început în 1729, când împăratul Qing Yongzheng, deranjat de fumatul de madak la curte și îndeplinind rolul guvernului de a susține virtuțile confucianiste, a interzis oficial vânzarea opiului, cu excepția unei cantități mici în scopuri medicinale. Interdicția pedepsea vânzătorii și proprietarii de vডেটরি, dar nu și consumatorii drogului. Opiul a fost complet interzis în 1799, iar această interdicție a continuat până în 1860.

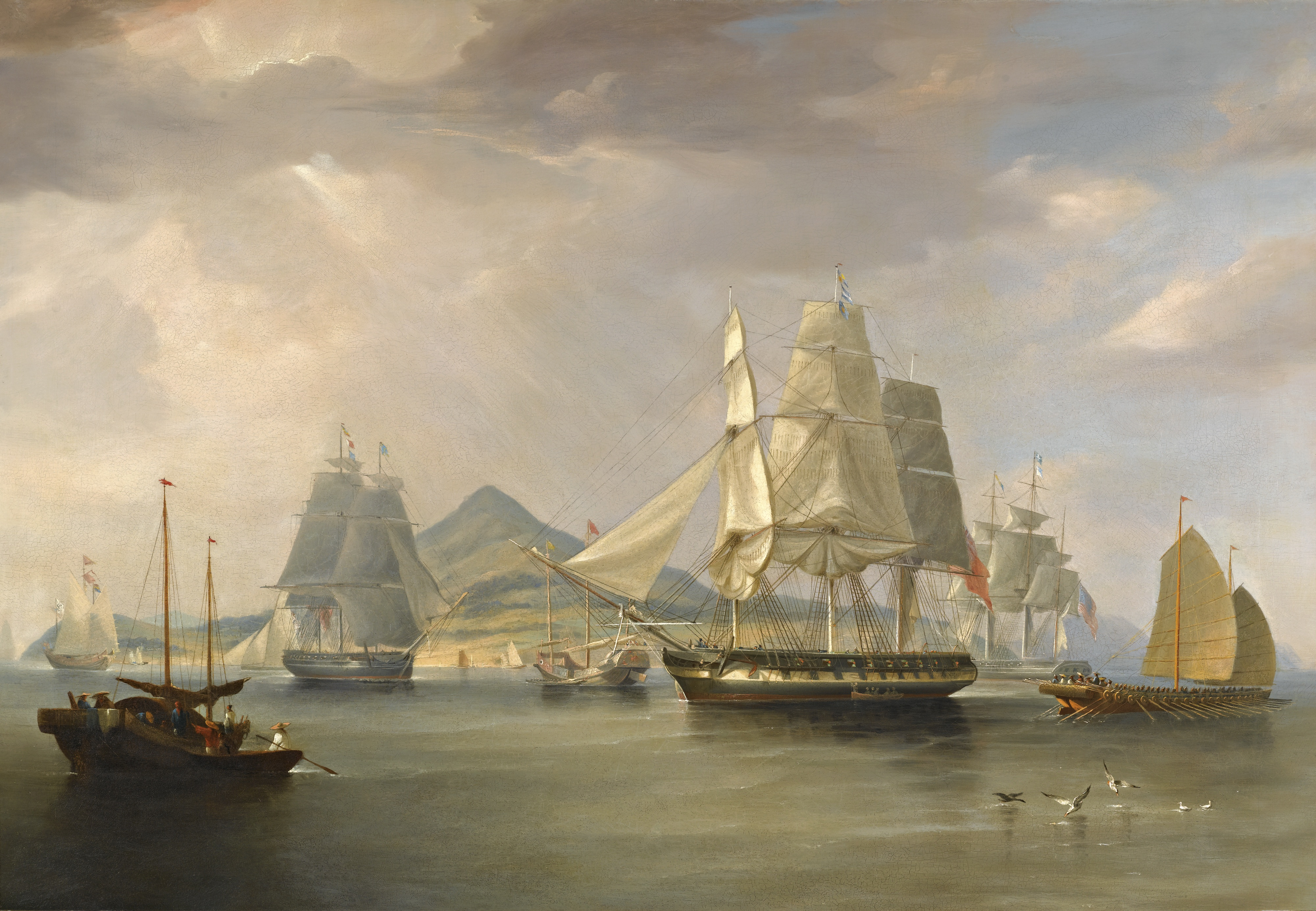
Nave britanice de opiu

În timpul dinastiei Qing, China s-a deschis comerțului exterior sub Sistemul Canton prin portul Guangzhou (Canton), comercianții de la Compania Indiilor de Est vizitând portul încă din anii 1690. Datorită cererii britanice în creștere pentru ceaiul chinezesc și lipsei de interes a împăratului chinez pentru mărfurile britanice, altele decât argintul, comercianții britanici au recurs la comerțul cu opiu ca marfă de mare valoare pentru care China nu era autosuficientă. Comercianții englezi cumpărau cantități mici de opiu din India pentru comerț încă de când Ralph Fitch a vizitat pentru prima dată la mijlocul secolului al XVI-lea. Comerțul cu opiu a fost standardizat, cu producția de bile de opiu brut, 1.1-1.6 kg, cu un conținut de apă de 30%, învelite în frunze și petale de mac și expediate în cufere de 60–65 kg (un picul). Cuferele de opiu erau vândute la licitații în Calcutta, cu înțelegerea că achizitorii independenți îl vor introduce apoi ilegal în China.
China avea o balanță comercială pozitivă cu britanicii, ceea ce a dus la o scădere a stocurilor de argint britanice. Prin urmare, britanicii au încercat să încurajeze consumul de opiu chinezesc pentru a-și îmbunătăți balanța și l-au livrat din provinciile indiene aflate sub control britanic. În India, cultivarea sa, precum și fabricarea și traficul către China, erau supuse Companiei Britanice a Indiilor de Est (BEIC), ca monopol strict al guvernului britanic. Exista un sistem extins și complicat de agenții BEIC implicate în supravegherea și gestionarea producției și distribuției de opiu în India. Opiul din Bengal era foarte apreciat, având un preț dublu față de produsul chinezesc autohton, care era considerat de calitate inferioară.

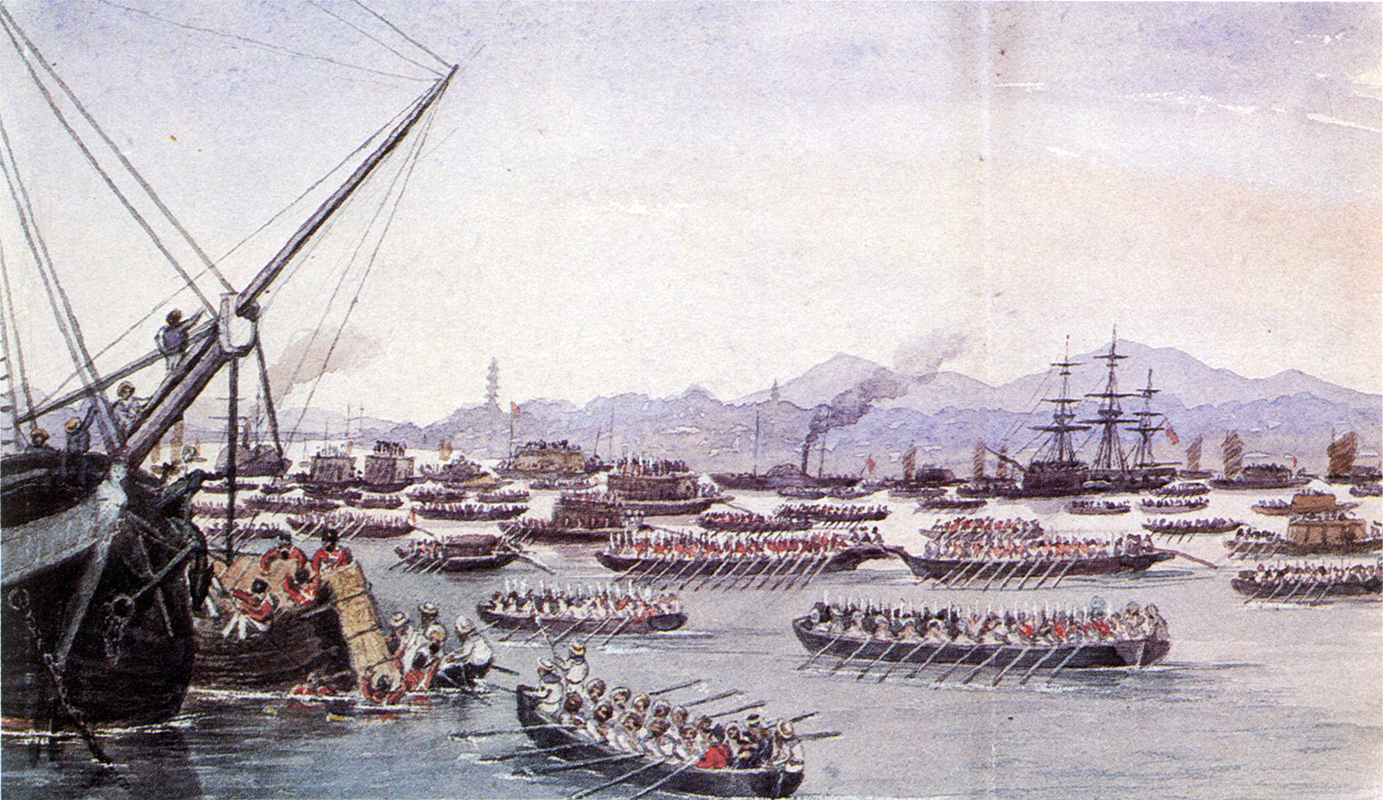
Asalt britanic asupra Cantonului în timpul Primului Război al Opiului, mai 1841

O oarecare concurență a venit din partea Statelor Unite nou independente, care au început să concureze în Guangzhou, vânzând opiu turcesc în anii 1820. Comercianții portughezi au adus și opiu din statele Malwa independente din vestul Indiei, deși până în 1820, britanicii au reușit să restricționeze acest comerț prin impunerea unei "taxe de trecere" asupra opiului atunci când era forțat să treacă prin Bombay pentru a ajunge la un antrepozit.
În ciuda penalităților drastice și a interzicerii continue a opiului până în 1860, contrabanda cu opiu a crescut constant de la 200 de cufere pe an sub împăratul Yongzheng la 1.000 sub împăratul Qianlong, 4.000 sub împăratul Jiaqing și 30.000 sub împăratul Daoguang. Această vânzare ilegală de opiu, care a fost numită "cea mai lungă și sistematică crimă internațională a timpurilor moderne", a devenit una dintre cele mai valoroase comerțuri cu o singură marfă din lume și, între 1814 și 1850, a absorbit 11% din masa monetară a Chinei.
Ca răspuns la numărul tot mai mare de chinezi care deveneau dependenți de opiu, împăratul Qing Daoguang a luat măsuri ferme pentru a opri contrabanda cu opiu, inclusiv confiscarea mărfurilor. În 1838, comisarul chinez Lin Zexu a distrus 20.000 de cufere de opiu (aproximativ 2.660.000 de livre) în Guangzhou, într-un râu. Având în vedere că un cufăr de opiu valora aproape US$1.000 în 1800, aceasta a fost o pierdere economică substanțială. Regina britanică Victoria, nefiind dispusă să înlocuiască opiul ieftin cu argint costisitor, a început Primul Război al Opiului în 1840, britanicii câștigând Hong Kong și concesiuni comerciale în primul dintr-o serie de Tratate Inegale.
Comerțul cu opiu a stârnit o dușmănie intensă din partea ulteriorului prim-ministru britanic William Ewart Gladstone. Ca membru al Parlamentului, Gladstone l-a numit "cel mai infam și atroce", referindu-se în special la comerțul cu opiu dintre China și India Britanică. Gladstone s-a opus cu înverșunare ambelor Războaie ale Opiului pe care Marea Britanie le-a purtat în China, Primul Război al Opiului inițiat în 1840 și Al Doilea Război al Opiului inițiat în 1857, a denunțat violența britanică împotriva chinezilor și s-a opus cu ardoare comerțului britanic cu opiu în China. Gladstone l-a criticat vehement numindu-l "Războiul Opiului al lui Palmerston" și a spus că simțea "groază de judecățile lui Dumnezeu asupra Angliei pentru nelegiuirea noastră națională față de China" în mai 1840. Un discurs faimos a fost rostit de Gladstone în Parlament împotriva Primului Război al Opiului. Gladstone l-a criticat ca fiind "un război mai nedrept în originea sa, un război mai calculat în progresul său pentru a acoperi această țară cu o rușine permanentă". Ostilitatea sa față de opiu provenea din efectele pe care opiul le-a avut asupra surorii sale Helen. Din cauza Primului Război al Opiului provocat de Palmerston, a existat o reticență inițială din partea lui Gladstone de a se alătura guvernului lui Peel înainte de 1841.

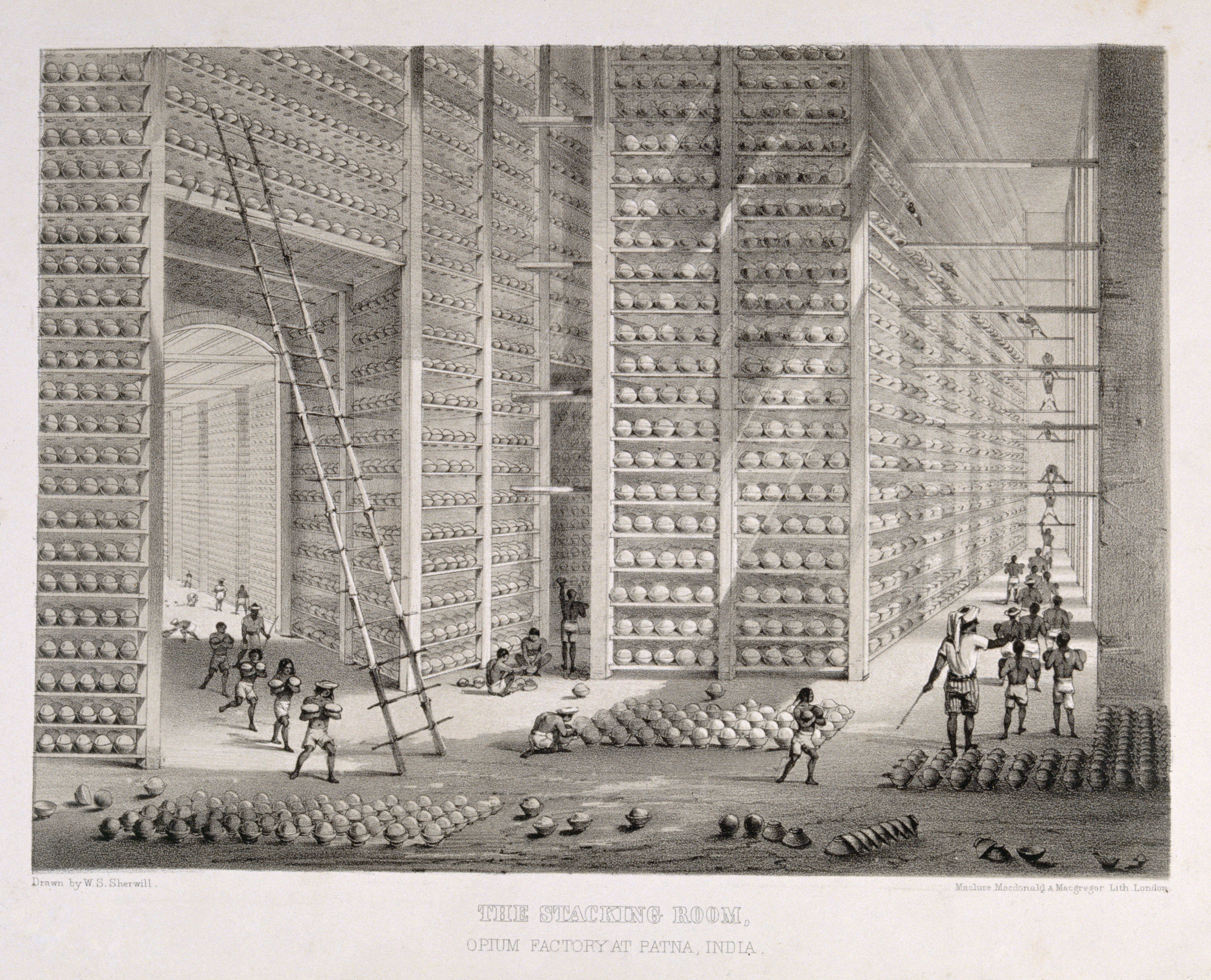
Depozitarea opiului într-un depozit al Companiei Britanice a Indiilor de Est, c. 1850

După înfrângerea Chinei în Al Doilea Război al Opiului în 1858, China a fost forțată să legalizeze opiul și a început o producție internă masivă. Importul de opiu a atins apogeul în 1879, cu 6.700 de tone, iar până în 1906, China producea 85% din opiul mondial, aproximativ 35.000 de tone, și 27% din populația sa masculină adultă consuma regulat opiu — 13,5 milioane de oameni consumând 39.000 de tone de opiu anual. Din 1880 până la începutul erei comuniste, britanicii au încercat să descurajeze consumul de opiu în China, dar acest lucru a promovat efectiv consumul de morfină, heroină și cocaină, exacerbând și mai mult problema dependenței.

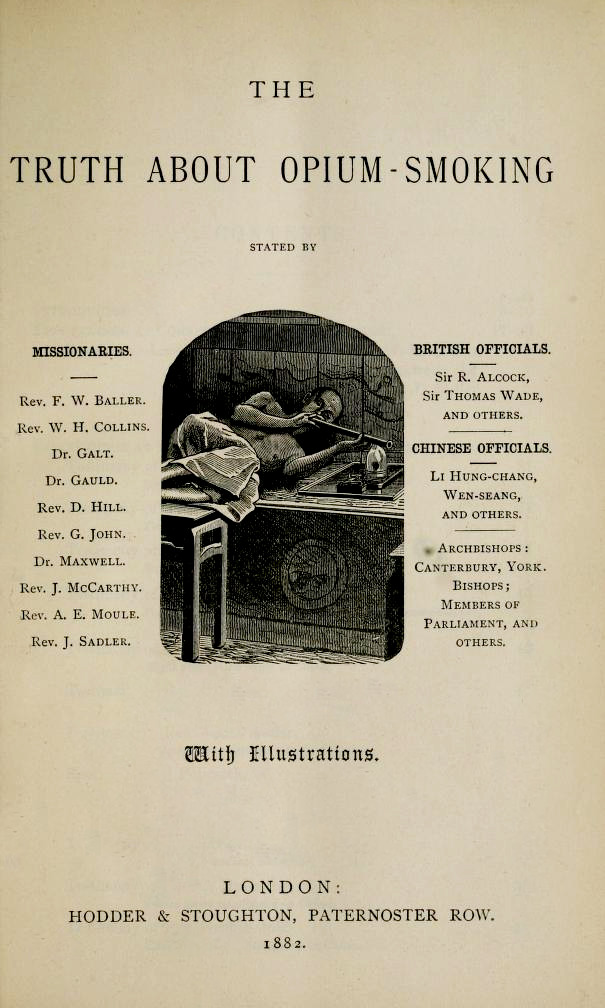
Coperta cărții Adevărul despre fumatul opiului

Dovezile științifice privind natura pernicioasă a consumului de opiu erau în mare parte nedocumentate în anii 1890, când misionarii protestanți din China au decis să își consolideze opoziția față de comerț prin compilarea de date care să demonstreze răul provocat de drog. Confruntați cu problema că mulți chinezi asociau creștinismul cu opiul, parțial datorită sosirii primilor misionari protestanți pe navele de opiu, la Conferința Misionară de la Shanghai din 1890, aceștia au convenit să înființeze Comitetul Permanent pentru Promovarea Societăților Anti-Opiu, în încercarea de a depăși această problemă și de a trezi opinia publică împotriva comerțului cu opiu. Membrii comitetului au fost John Glasgow Kerr, MD, Misiunea Prezbiteriană Americană din Guangzhou (Canton); B.C. Atterbury, MD, Misiunea Prezbiteriană Americană din Beijing (Peking); Arhidiaconul Arthur E. Moule, Societatea Misionară a Bisericii din Shanghai; Henry Whitney, MD, Comisarii Americani ai Consiliului pentru Misiuni Străine din Fuzhou; Rev. Samuel Clarke, Misiunea Interioară a Chinei din Guiyang; Rev. Arthur Gostick Shorrock, Misiunea Baptistă Engleză din Taiyuan; și Rev. Griffith John, Societatea Misionară din Londra din Hankou. Acești misionari erau în general indignați de faptul că Comisia Regală pentru Opiu a guvernului britanic vizita India, dar nu și China. În consecință, misionarii au organizat mai întâi Liga Anti-Opiu din China printre colegii lor din fiecare stație misionară din China. Misionarul american Hampden Coit DuBose a acționat ca prim președinte. Această organizație, care avea ofițeri naționali aleși și ținea o ședință națională anuală, a fost instrumentală în colectarea de date de la fiecare medic instruit în Vest din China, date care au fost apoi publicate sub forma compilată de William Hector Park, Opiniile a peste 100 de medici privind consumul de opiu în China (Shanghai: American Presbyterian Mission Press, 1899). Marea majoritate a acestor medici erau misionari; sondajul a inclus și medici care aveau cabinete private, în special în Shanghai și Hong Kong, precum și chinezi care fuseseră instruiți în școli de medicină din țările occidentale. În Anglia, directorul de acasă al Misiunii Interioare a Chinei, Benjamin Broomhall, a fost un oponent activ al comerțului cu opiu, scriind două cărți pentru a promova interzicerea fumatului de opiu: Adevărul despre fumatul opiului și Fumătorul chinez de opiu. În 1888, Broomhall a format și a devenit secretar al Uniunii Creștine pentru Separarea Imperiului Britanic de Traficul cu Opiu și editor al periodicului său, Dreptatea Națională. El a făcut lobby în Parlamentul Britanic pentru a opri comerțul cu opiu. El și James Laidlaw Maxwell au apelat la Conferința Misionară de la Londra din 1888 și la Conferința Misionară de la Edinburgh din 1910 pentru a condamna continuarea comerțului. Când Broomhall era pe moarte, fiul său Marshall i-a citit din The Times vestea binevenită că a fost semnat un acord care asigura sfârșitul comerțului cu opiu în termen de doi ani.

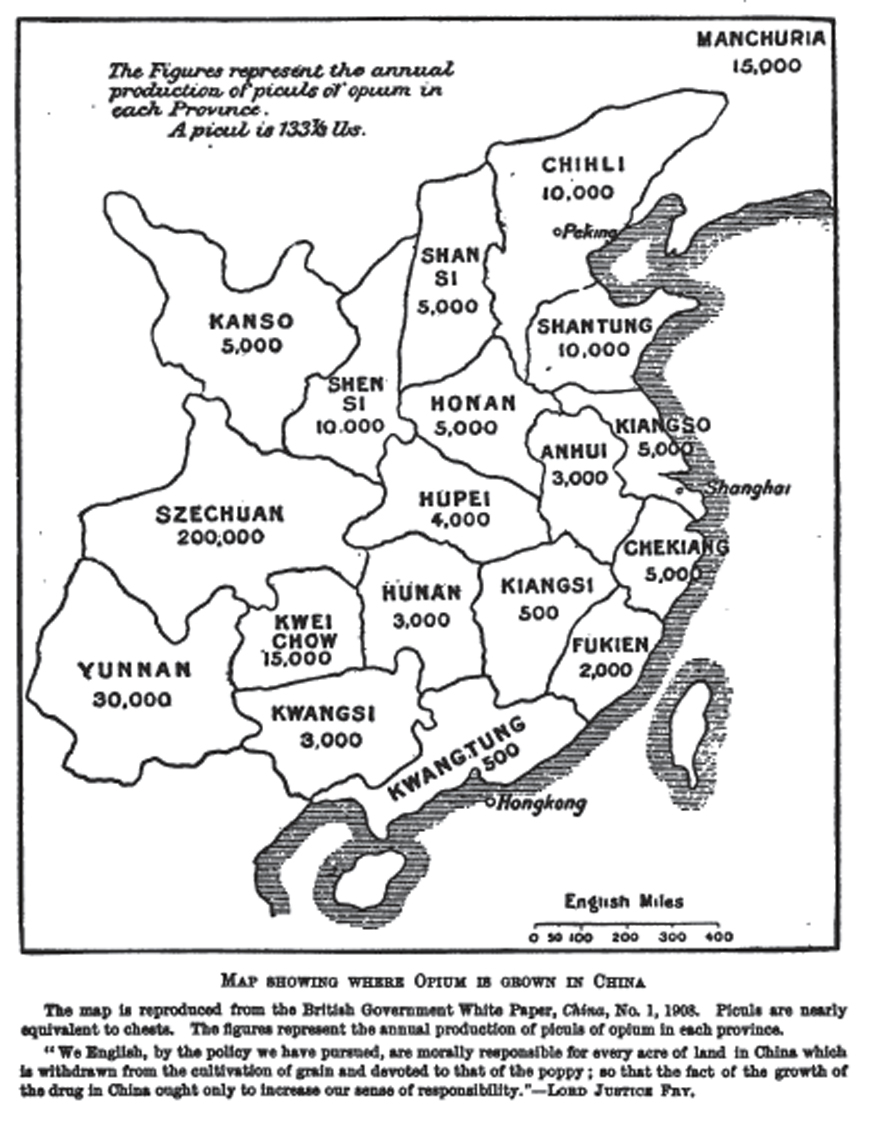
Hartă care arată cantitatea de opiu produsă în China în 1908: Citatul "Noi, englezii, prin politica pe care am urmat-o, suntem responsabili moral pentru fiecare acru de pământ din China care este retras de la cultivarea cerealelor și dedicat celei a macului; astfel încât faptul creșterii drogului în China ar trebui doar să ne sporească simțul responsabilității." este al Lord Justice Fry.

Rezistența oficială chineză la opiu a fost reînnoită la 20 septembrie 1906, cu o inițiativă anti-opiu menită să elimine problema drogurilor în decurs de 10 ani. Programul se baza pe schimbarea sentimentului public împotriva opiului, cu întâlniri în masă la care ustensilele pentru opiu erau arse public, precum și acțiuni legale coercitive și acordarea de puteri polițienești unor organizații precum Societatea Anti-Opiu din Fujian. Fumătorii erau obligați să se înregistreze pentru licențe pentru rații de droguri reduse treptat. Acțiunea împotriva cultivatorilor de opiu s-a concentrat pe o incarnare extrem de represivă a aplicării legii, în care populațiile rurale își aveau proprietățile distruse, pământurile confiscate și/sau erau torturate public, umilite și executate. Uneori, dependenții se adresau misionarilor pentru tratament pentru dependența lor, deși mulți asociau acești străini cu comerțul cu droguri. Programul a fost considerat un succes substanțial, cu o încetare a exporturilor britanice directe de opiu către China (dar nu și către Hong Kong) și majoritatea provinciilor declarate libere de producția de opiu. Cu toate acestea, succesul programului a fost doar temporar, consumul de opiu crescând rapid în timpul dezordinii care a urmat morții lui Yuan Shikai în 1916. Cultivarea opiului a crescut, de asemenea, atingând apogeul în 1930, când Liga Națiunilor a desemnat China ca fiind principala sursă de opiu ilicit în Asia de Est și de Sud-Est. Mulți deținători locali de putere au facilitat comerțul în această perioadă pentru a finanța conflicte teritoriale și campanii politice. În unele zone, culturile alimentare au fost eradicate pentru a face loc opiului, contribuind la foametea din provinciile Guizhou și Shaanxi între 1921 și 1923 și la deficite alimentare în alte provincii.
Începând cu 1915, grupurile naționaliste chineze au ajuns să descrie perioada pierderilor militare și a Tratatelor Inegale ca "Secolul Umilinței Naționale", definit ulterior ca încheindu-se odată cu sfârșitul Războiului Civil Chinez în 1949.
În provinciile nordice Ningxia și Suiyuan din China, generalul musulman chinez Ma Fuxiang a interzis și s-a implicat în comerțul cu opiu. Se spera că Ma Fuxiang va îmbunătăți situația, deoarece musulmanii chinezi erau bine cunoscuți pentru opoziția față de fumatul opiului. Ma Fuxiang a interzis oficial opiul și l-a făcut ilegal în Ningxia, dar Guominjun a inversat politica sa; până în 1933, oamenii din toate nivelurile societății abuzau de drog, iar Ningxia a fost lăsată în sărăcie. În 1923, un ofițer al Băncii Chinei din Baotou a aflat că Ma Fuxiang sprijinea comerțul cu opiu, care îi ajuta la finanțarea cheltuielilor militare. El a câștigat US$2 milioane din impozitarea acestor vânzări în 1923. Generalul Ma folosea banca, o sucursală a trezoreriei Guvernului Chinez, pentru a aranja transportul de monedă de argint la Baotou pentru a o folosi la sponsorizarea comerțului.
Comerțul cu opiu sub Partidul Comunist Chinez a fost important pentru finanțele sale în anii 1940. Jurnalul lui Peter Vladimirov a oferit o relatare directă. Chen Yung-fa a oferit o relatare istorică detaliată despre modul în care comerțul cu opiu a fost esențial pentru economia din Yan'an în această perioadă. Mitsubishi și Mitsui au fost implicate în comerțul cu opiu în timpul ocupației japoneze a Chinei.
Guvernul lui Mao Zedong este în general creditat cu eradicarea atât a consumului, cât și a producției de opiu în anii 1950, folosind represiune nestingherită și reformă socială. Zece milioane de dependenți au fost forțați să urmeze tratament obligatoriu, dealerii au fost executați, iar regiunile producătoare de opiu au fost plantate cu noi culturi. Producția de opiu rămasă s-a mutat la sud de granița chineză, în regiunea Triunghiului de Aur. Comerțul cu opiu rămas a deservit în principal Asia de Sud-Est, dar s-a extins la soldații americani în timpul Războiului din Vietnam; pe baza unui studiu privind consumul de opiacee la soldații care se întorceau în Statele Unite în 1971, 20% dintre participanți erau suficient de dependenți pentru a experimenta simptome de sevraj.

### Interzicerea în afara Chinei
Nu au existat restricții legale privind importul sau consumul de opiu în Statele Unite până la Ordonanța privind vizuinele de opiu din San Francisco, care a interzis vizuinele pentru fumatul public de opiu în 1875, o măsură alimentată de sentiment anti-chinezesc și de percepția că albii începeau să frecventeze vizuinele. Aceasta a fost urmată de o lege din California din 1891 care impunea ca narcoticele să poarte etichete de avertizare și ca vânzările lor să fie înregistrate într-un registru; amendamentele la Legea privind farmacia și otrăvurile din California din 1907 au transformat în infracțiune vânzarea de opiacee fără rețetă, iar interdicțiile privind posesia de opiu sau pipe de opiu din 1909 au fost adoptate.
La nivel federal în SUA, acțiunile legale întreprinse au reflectat restricțiile constituționale în conformitate cu doctrina puterilor enumerate înainte de reinterpretarea clauzei comerciale, care nu permitea guvernului federal să adopte interdicții arbitrare, dar permitea impozitarea arbitrară. Începând cu 1883, importul de opiu a fost impozitat cu US$6 până la US$300 per livră, până când Legea de Excludere a Opiului din 1909 a interzis complet importul de opiu. Într-un mod similar, Legea Harrison privind impozitul pe narcotice din 1914, adoptată în îndeplinirea Convenția Internațională a Opiului din 1912, a impus nominal o taxă pe distribuția de opiacee, dar a servit ca o interdicție de facto a drogurilor. Astăzi, opiul este reglementat de Administrația pentru Controlul Drogurilor în conformitate cu Legea privind substanțele controlate.
După adoptarea unei legi coloniale australiene în 1895, Legea privind protecția aborigenilor și restricționarea vânzării de opiu din Queensland din 1897 a abordat dependența de opiu în rândul populației aborigene, deși a devenit curând un vehicul general pentru privarea acestora de drepturile fundamentale prin reglementare administrativă. Până în 1905, toate statele și teritoriile australiene au adoptat legi similare care interziceau vânzarea de opiu. Fumatul și posesia au fost interzise în 1908.
Întărirea atitudinilor canadiene față de consumatorii chinezi de opiu și teama de răspândire a drogului în rândul populației albe au dus la criminalizarea efectivă a opiului pentru uz non-medical în Canada între 1908 și mijlocul anilor 1920.
În 1909, a fost fondată Comisia Internațională a Opiului, iar până în 1914, 34 de națiuni au convenit că producția și importul de opiu ar trebui diminuate. În 1924, 62 de națiuni au participat la o reuniune a comisiei. Ulterior, acest rol a trecut la Liga Națiunilor, iar toate națiunile semnatare au convenit să interzică importul, vânzarea, distribuția, exportul și utilizarea tuturor drogurilor narcotice, cu excepția scopurilor medicale și științifice. Acest rol a fost preluat ulterior de Consiliul Internațional de Control al Narcoticelor al Națiunilor Unite în temeiul Articolului 23 al Convenției Unice asupra Stupefiantelor, și ulterior în temeiul Convenției asupra Substanțelor Psihotrope. Programul I al Convenției ONU din 1961 include substanțe cu risc înalt de abuz, fără utilizări medicale larg acceptate; opiul figurează în această categorie din cauza potențialului ridicat de dependență și a riscurilor asociate. Națiunile producătoare de opiu sunt obligate să desemneze o agenție guvernamentală care să preia fizic culturile de opiu licite cât mai curând posibil după recoltare și să efectueze toate operațiunile de comerț cu ridicata și export prin intermediul acelei agenții.

### Impozitul pe Indochina

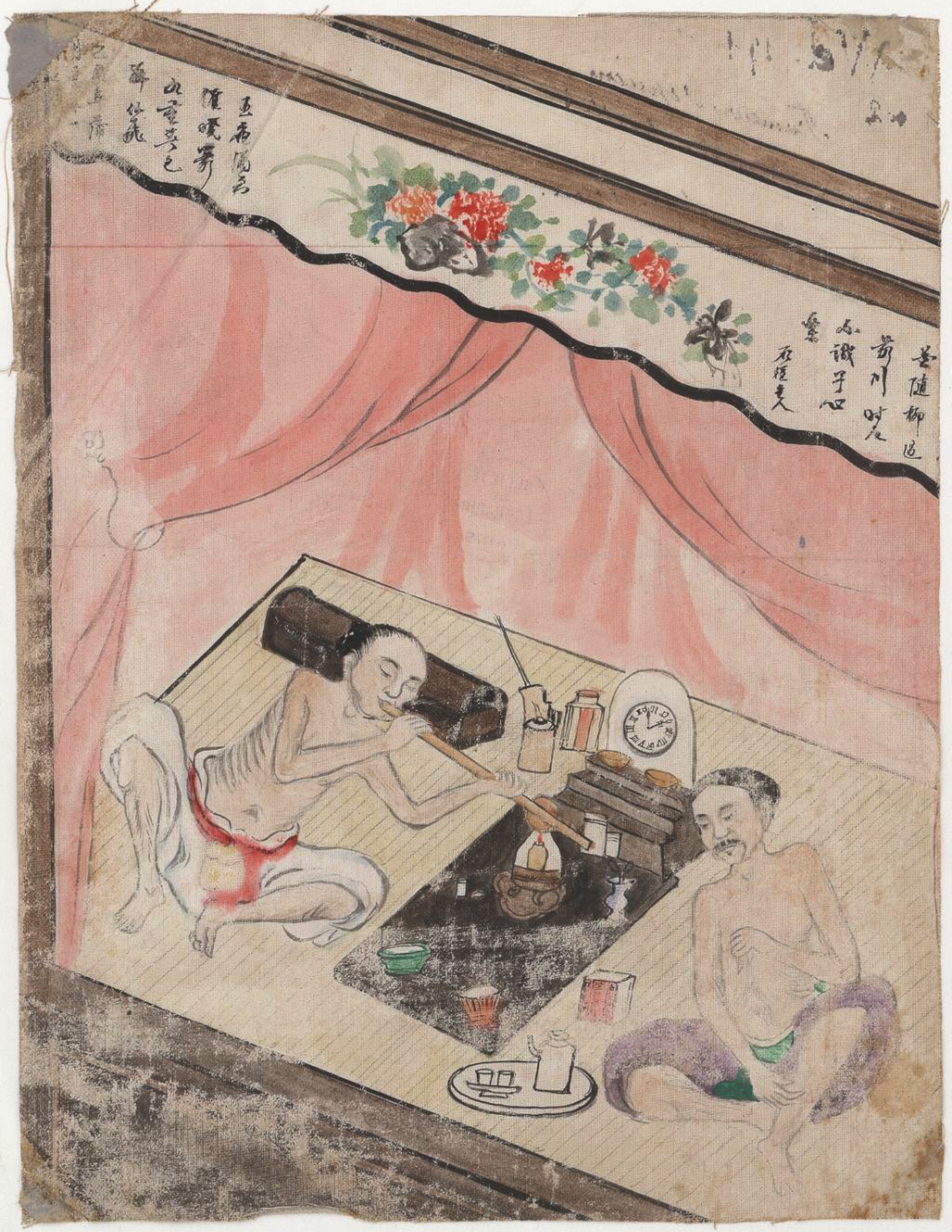
Doi bărbați fumând opiu în Tonkin în 1923

Din 1897 până în 1902, Paul Doumer (ulterior Președinte al Franței) a fost Guvernator General al Indochinei Franceze. La sosirea sa, coloniile pierdeau milioane de franci în fiecare an. Hotărât să le facă profitabile, a impus taxe pe diverse produse, printre care și opiul. Vietnamezii, cambodgienii și laoțienii care nu puteau sau nu voiau să plătească aceste taxe, își pierdeau casele și pământurile și adesea deveneau zilieri. Evident, recurgerea la acest mijloc de a obține venituri a conferit Franței un interes direct în continuarea consumului de opiu în rândul populației din Indochina.

### Reglementarea în Marea Britanie și Statele Unite
Înainte de anii 1920, reglementarea în Marea Britanie era controlată de farmaciști. Farmaciștii care erau găsiți că au prescris opiu pentru utilizări nelegitime și oricine era găsit că a vândut opiu fără calificările corespunzătoare erau urmăriți penal. Odată cu adoptarea Legii Rolleston în Marea Britanie în 1926, medicii au fost autorizați să prescrie opiacee precum morfina și heroina dacă considerau că pacienții lor demonstrau o necesitate medicală. Deoarece dependența era văzută ca o problemă medicală mai degrabă decât o indulgență, medicilor li s-a permis să permită pacienților să se dezobișnuiască treptat de opiacee, în loc să întrerupă brusc orice consum de opiacee. Adoptarea Legii Rolleston a plasat controlul consumului de opiu în mâinile medicilor, în locul farmaciștilor. Mai târziu, în secolul XX, dependența de opiacee, în special de heroină la tineri, a continuat să crească, astfel încât vânzarea și prescrierea de opiacee au fost limitate la medicii din centrele de tratament. Dacă acești medici erau găsiți că prescriu opiacee fără justă cauză, își puteau pierde licența de practică sau de a prescrie medicamente.
Abuzul de opiu în Statele Unite a început la sfârșitul secolului al XIX-lea și a fost în mare parte asociat cu imigranții chinezi. În această perioadă, consumul de opiu avea puțin stigmat; drogul a fost folosit liber până în 1882, când a fost adoptată o lege pentru a limita fumatul de opiu la anumite vizuine. Până la intrarea în vigoare a interdicției complete a produselor pe bază de opiu, imediat după începutul secolului XX, medicii din SUA considerau opiul un medicament miraculos care putea ajuta la multe afecțiuni. Prin urmare, interzicerea acestor produse a fost mai degrabă rezultatul conotațiilor negative față de utilizarea și distribuția sa de către imigranții chinezi, care au fost puternic persecutați în această perioadă particulară a istoriei. Pe măsură ce secolul al XIX-lea a progresat, medicul Hamilton Wright a lucrat pentru a reduce consumul de opiu în SUA prin depunerea Legii Harrison în Congres. Această lege a impus taxe și restricții asupra vânzării și prescrierii de opiu, încercând, de asemenea, să stigmatizeze macul de opiu și derivații săi ca "droguri demonice", pentru a încerca să sperie oamenii de ele. Această lege și stigmatul de drog demonic asupra opiului au dus la criminalizarea persoanelor care foloseau produse pe bază de opiu. A făcut ilegală utilizarea și posesia de opiu și a oricăror derivați ai săi. Restricțiile au fost recent redefinite prin Legea Federală privind Substanțele Controlate din 1970.

### Utilizarea în secolul XX
Producția de opiu în China și restul Asiei de Est a fost aproape eradicată după cel de-al Doilea Război Mondial, însă sprijinul secret susținut al Agenției Centrale de Informații a Statelor Unite pentru Armata de Nord a Thailandei și armata chineză naționalistă Kuomintang invadând Birmania a facilitat producția și traficul de droguri din Asia de Sud-Est timp de decenii, regiunea devenind o sursă majoră de aprovizionare la nivel mondial.
În timpul erei comuniste din Europa de Est, tulpinile de mac vândute în mănunchiuri de către fermieri erau procesate de consumatori cu substanțe chimice de uz casnic pentru a produce kompot ("heroină poloneză"), iar semințele de mac erau folosite pentru a produce koknar, un opiat.

### Invechire

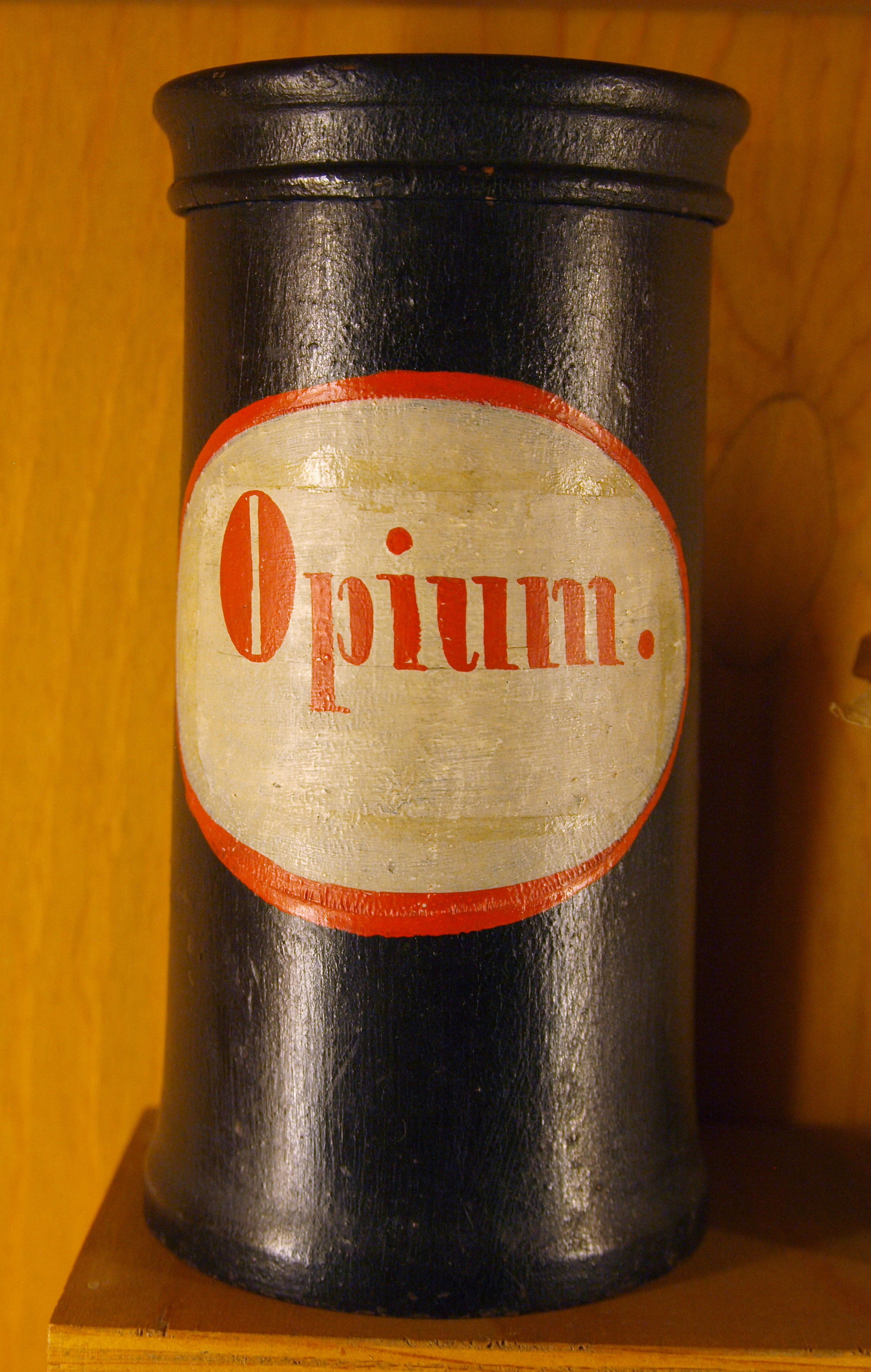
Vas de farmacie pentru depozitarea opiului ca produs farmaceutic, Germania, secolul al XVIII-lea sau al XIX-lea

La nivel global, opiul a fost treptat înlocuit de o varietate de opioidzi purificați, semi-sintetici și sintetici cu efecte progresiv mai puternice, și de alte anestezice generale. Acest proces a început în 1804, când Friedrich Wilhelm Adam Sertürner a izolat pentru prima dată morfina din macul de opiu.

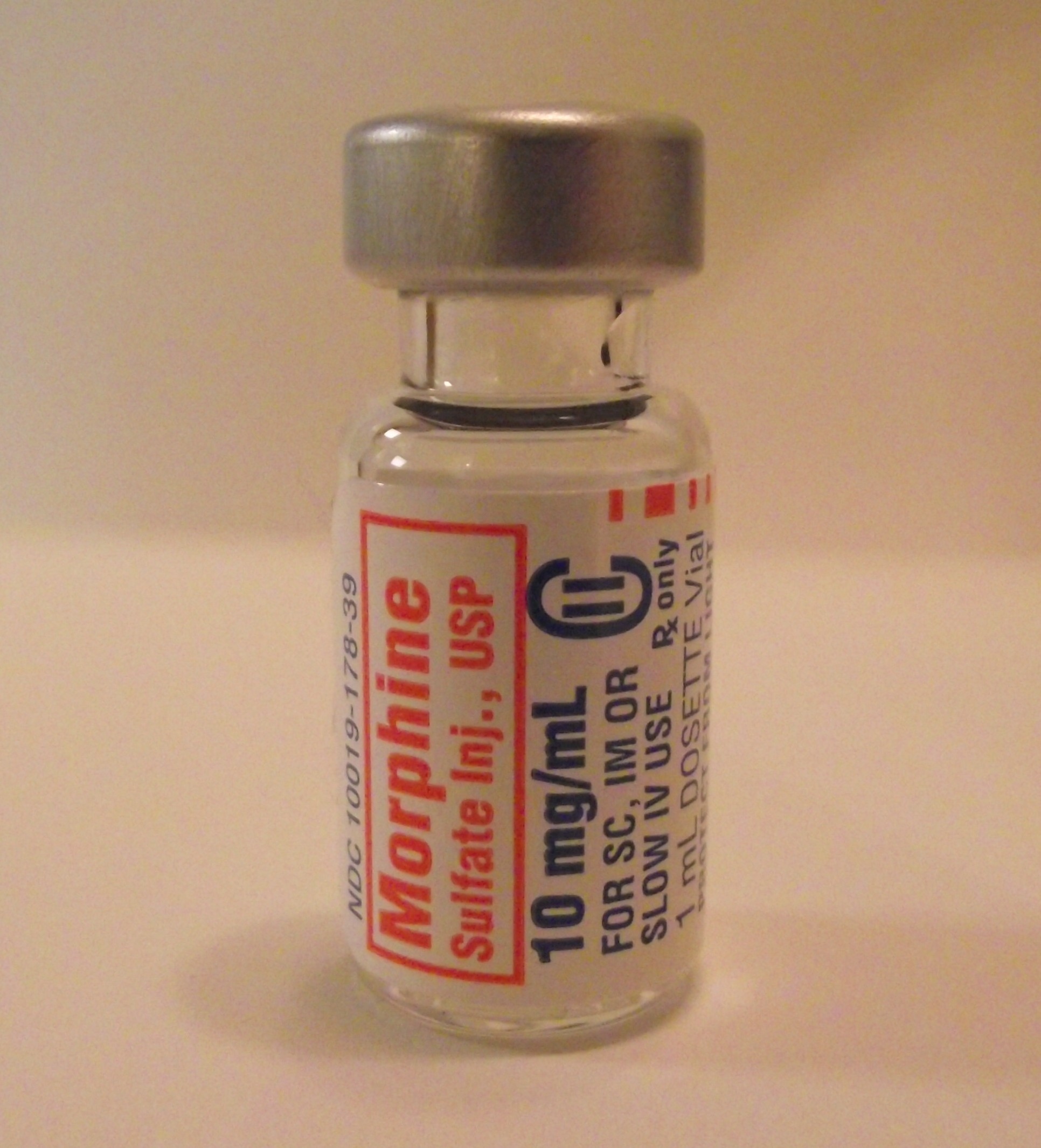
Flacon modern de morfină, izolată pentru prima dată din opiu de Friedrich Sertürner

Procesul a continuat până în 1817, când Sertürner și-a publicat rezultatele după treisprezece ani de cercetare și un experiment aproape dezastruos pe el însuși și pe trei băieți. Marele avantaj al morfinii purificate era că un pacient putea fi tratat cu o doză cunoscută — în timp ce cu material vegetal brut, așa cum se lamenta odată Gabriel Fallopius, "dacă soporificele sunt slabe, nu ajută; dacă sunt puternice, sunt extrem de periculoase."
Morfina a fost primul produs farmaceutic izolat dintr-un produs natural, iar acest succes a încurajat izolarea altor alcaloizi: până în 1820, au fost raportate izolări de noscapină, stricnină, veratrină, colchicină, cafeină și chinină. Vânzările de morfină au început în 1827, prin Heinrich Emanuel Merck din Darmstadt, și l-au ajutat să-și extindă farmacia familiei în compania farmaceutică Merck KGaA. Codeina a fost izolată în 1832 de Pierre Jean Robiquet.
Utilizarea eterului dietilic și a cloroformului pentru anestezie generală a început în 1846–1847 și a înlocuit rapid utilizarea opiaceelor și a alcaloizilor tropanici din Solanaceae datorită siguranței lor relative.
Heroina, primul opioid semi-sintetic, a fost sintetizată pentru prima dată în 1874, dar nu a fost cercetată până la redescoperirea sa în 1897 de către Felix Hoffmann la compania farmaceutică Bayer din Elberfeld, Germania. Din 1898 până în 1910, heroina a fost comercializată ca un substitut non-adictiv al morfinii și ca medicament antitusiv pentru copii. Deoarece doza letală de heroină era considerată de o sută de ori mai mare decât doza sa eficientă, heroina era promovată ca o alternativă mai sigură la alte opioide. Până în 1902, vânzările reprezentau 5% din profiturile companiei, iar "heroinismul" atrăsese atenția mass-mediei. Oxicodona, un derivat al tebainei similar cu codeina, a fost introdusă de Bayer în 1916 și promovată ca un analgezic mai puțin adictiv. Preparatele acestui drog, cum ar fi oxicodona cu paracetamol și oxicodona cu eliberare prelungită, rămân populare și astăzi.
O gamă de opioidzi sintetici, cum ar fi metadonă (1937), petidină (1939), fentanil (sfârșitul anilor 1950) și derivați ai acestora, au fost introduse, fiecare fiind preferat pentru anumite aplicații specializate. Cu toate acestea, morfina rămâne drogul de elecție pentru medicii de front americani, care poartă pachete de seringi preumplute conținând câte 16 miligrame pentru utilizare la soldații grav răniți. Nu s-a găsit niciun drog care să egaleze efectul analgezic al opioidzilor fără a duplica, de asemenea, o mare parte din potențialul lor adictiv.

## Producția și utilizarea modernă

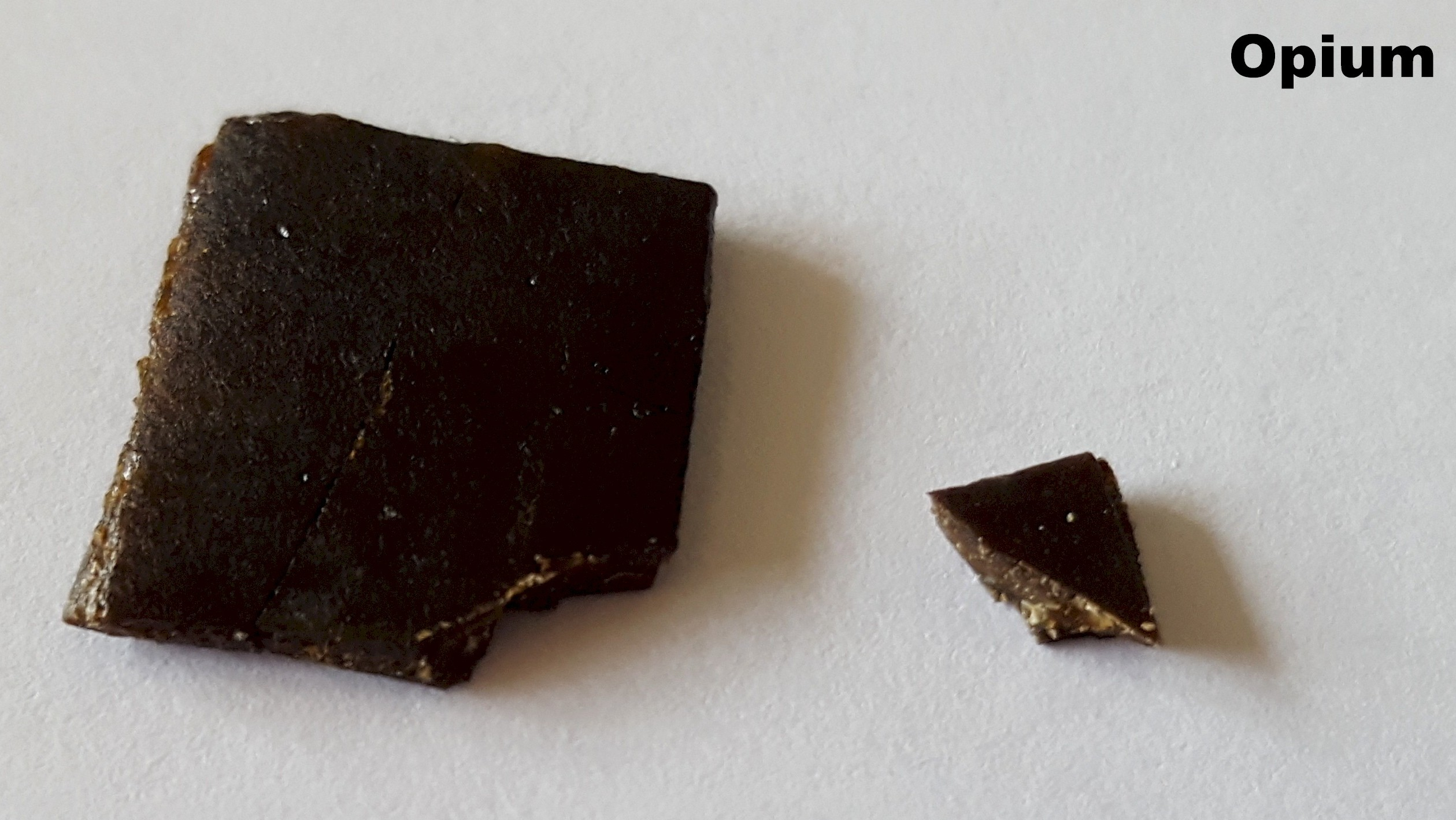
Latex uscat din macul de opiu

Opiul a fost interzis în multe țări la începutul secolului XX, ducând la modelul modern de producție a opiului ca precursor pentru droguri recreative ilegale sau medicamente legale, strict reglementate și puternic impozitate. În 1980, 2.000 de tone de opiu au aprovizionat toate utilizările legale și ilegale. Producția mondială în 2006 a fost de 6610 tone—aproximativ o cincime din nivelul producției din 1906; de atunci, producția de opiu a scăzut.
În 2002, prețul pentru un kilogram de opiu era de US$300 pentru fermier, US$800 pentru cumpărătorii din Afganistan și US$16.000 pe străzile Europei înainte de conversia în heroină.
Producția de opiu a crescut considerabil, depășind 5.000 de tone în 2002 și ajungând la 8.600 de tone în Afganistan și 840 de tone în Triunghiul de Aur în 2014. Organizația Mondială a Sănătății a estimat că producția actuală de opiu ar trebui să crească de cinci ori pentru a acoperi necesarul medical global total. Panourile solare utilizate în Afganistan au permis fermierilor să-și sape fântânile mai adânc, ducând la o recoltă record de opiu an de an. Într-un raport din 2023, cultivarea macului în sudul Afganistanului a fost redusă cu peste 80% ca urmare a campaniilor talibane de stopare a utilizării sale pentru opiu. Aceasta a inclus o reducere de 99% a creșterii opiului în Provincia Helmand. În noiembrie 2023, un raport ONU a arătat că în întregul Afganistan, cultivarea macului a scăzut cu peste 95%, eliminându-l de pe locul de cel mai mare producător de opiu din lume.

### Papaver somniferum
Articol principal: Papaver somniferum
Macii de opiu sunt plante de grădină populare și atractive, ale căror flori variază foarte mult în culoare, mărime și formă. O cantitate modestă de cultivare domestică în grădini private nu este de obicei supusă controalelor legale. În parte, această toleranță reflectă variația potenței adictive. Un cultivar pentru producția de opiu, Papaver somniferum L. elite, conține 91,2% morfină, codeină și tebaină în alcaloizii săi din latex, în timp ce în latexul cultivarului condimentar "Marianne", acești trei alcaloizi totalizează doar 14,0%. Alcaloizii rămași în ultimul cultivar sunt în principal narcotolină și noscapină.
Capsulele de semințe pot fi uscate și folosite pentru decorațiuni, dar conțin și morfină, codeină și alți alcaloizi. Aceste păstăi pot fi fierte în apă pentru a produce un ceai amar care induce o intoxicație de lungă durată. Dacă li se permite să se maturizeze, păstăile de mac (paie de mac) pot fi zdrobite și folosite pentru a produce cantități mai mici de morfinani. La macii supuși mutagenezei și selecției la scară largă, cercetătorii au reușit să folosească paiele de mac pentru a obține cantități mari de oripavină, un precursor al opioidzilor și antagoniștilor precum naltrexonă. Deși cu milenii mai veche, producția de decocturi din capete de mac poate fi văzută ca o variantă rapidă și murdară a procesului Kábáy pentru paie de mac, care, de la publicarea sa în 1930, a devenit metoda principală de obținere a alcaloizilor de opiu licit la nivel mondial, așa cum se discută la Morfină.
Semințele de mac sunt un topping comun și aromat pentru pâine și prăjituri. Un gram de semințe de mac conține până la 33 micrograme de morfină și 14 micrograme de codeină, iar Substance Abuse and Mental Health Services Administration din Statele Unite a impus anterior ca toate laboratoarele de screening pentru droguri să utilizeze un prag standard de 300 nanograme pe mililitru în probele de urină. O singură chiflă cu semințe de mac (0,76 grame de semințe) nu producea de obicei un test antidrog pozitiv, dar un rezultat pozitiv a fost observat după consumul a două chifle. O felie de prăjitură cu semințe de mac conținând aproape cinci grame de semințe pe felie a produs rezultate pozitive timp de 24 de ore. Astfel de rezultate sunt considerate indicații fals pozitive ale consumului de droguri și au stat la baza unei apărări legale. La 30 noiembrie 1998, pragul standard a fost mărit la 2000 nanograme (două micrograme) pe mililitru. Confirmarea prin gaz-cromatografie-spectrometrie de masă va distinge între opiu și variante, inclusiv semințe de mac, heroină și medicamente cu morfină și codeină, prin măsurarea raportului morfină:codeină și căutarea prezenței noscapinei și acetilcodeinei, aceasta din urmă găsindu-se doar în heroina produsă ilicit, și a metaboliților heroinei, cum ar fi 6-monoacetilmorfina.

### Recoltare și procesare

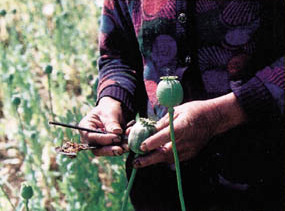
Recoltarea opiului

Atunci când sunt cultivate pentru producția de opiu, coaja păstăilor în coacere ale acestor maci este crestată cu o lamă ascuțită, la un moment ales cu grijă, astfel încât ploaia, vântul și roua să nu poată strica exudarea latexului alb, lăptos, de obicei după-amiaza. Inciziile se fac în timp ce păstăile sunt încă crude, cu cel mult o nuanță galbenă ușoară, și trebuie să fie superficiale pentru a evita pătrunderea în camerele interioare goale sau loculi, tăind în același timp în vasele lactifere. În Subcontinentul Indian, Afganistan, Asia Centrală și Iran, instrumentul special folosit pentru a face inciziile se numește nushtar sau "nishtar" (din persană, însemnând lancetă) și poartă trei sau patru lame la distanță de trei milimetri, care sunt crestate în sus de-a lungul păstăii. Inciziile se fac de trei sau patru ori la intervale de două-trei zile, iar de fiecare dată "lacrimile de mac", care se usucă formând o rășină maro lipicioasă, sunt colectate în dimineața următoare. Un acru recoltat în acest mod poate produce între trei și cinci kilograme de opiu brut. În Uniunea Sovietică, păstăile erau de obicei crestate orizontal, iar opiul era colectat de trei ori, sau una sau două colectări erau urmate de izolarea opiaceelor din capsulele coapte. Macii de ulei, o tulpină alternativă de P. somniferum, erau, de asemenea, utilizați pentru producția de opiacee din capsulele și tulpinile lor. O metodă tradițională chineză de recoltare a latexului de opiu implica tăierea capetelor și înțeparea lor cu un ac gros, apoi colectarea opiului uscat 24 până la 48 de ore mai târziu.
Opiul brut poate fi vândut unui comerciant sau broker pe piața neagră, dar de obicei nu călătorește departe de câmp înainte de a fi rafinat în bază de morfină, deoarece forma înțepătoare, gelatinoasă, a opiului brut este mai voluminoasă și mai greu de contrabandat. Laboratoarele rudimentare din câmp sunt capabile să rafineze opiul în bază de morfină printr-o simplă extracție acid-bază. O pastă maro, lipicioasă, baza de morfină este presată în cărămizi și uscată la soare, și poate fi fie fumată, preparată în alte forme, fie procesată în heroină.
Alte metode de preparare (pe lângă fumat) includ procesarea în tinctură de opiu obișnuită (tinctura opii), laudanum, paregoric (tinctura opii camphorata), vin pe bază de plante (de ex., vinum opii), pulbere de opiu (pulvis opii), sirop de opiu (sirupus opii) și extract de opiu (extractum opii). Vinum opii se face prin combinarea zahărului, vinului alb, scorțișoarei și cuișoarelor. Siropul de opiu se face prin combinarea a 97,5 părți sirop de zahăr cu 2,5 părți extract de opiu. Extractul de opiu (extractum opii) se poate face în cele din urmă prin macerarea opiului brut cu apă. Pentru a face extract de opiu, se combină 20 de părți de apă cu 1 parte de opiu brut care a fost fiert timp de 5 minute (acesta din urmă pentru a ușura amestecarea).
Heroina este preferată pe scară largă datorită potenței crescute. Un studiu pe foști dependenți a constatat că heroina este de aproximativ 2,2 ori mai puternică decât morfina per greutate, cu o durată similară; la aceste cantități relative, subiecții puteau distinge drogurile subiectiv, dar nu aveau nicio preferință. S-a constatat, de asemenea, că heroina este de două ori mai puternică decât morfina în anestezia chirurgicală. Morfina este transformată în heroină printr-o reacție chimică simplă cu anhidridă acetică, urmată de purificare. În special în producția mexicană, opiul poate fi transformat direct în "heroină black tar" printr-o procedură simplificată. Această formă predomină în SUA la vest de Mississippi. În comparație cu alte preparate de heroină, a fost asociată cu o rată dramatic scăzută de transmitere a HIV în rândul utilizatorilor de droguri injectabile (4% în Los Angeles față de 40% în New York) datorită cerințelor tehnice de injectare, deși este asociată și cu un risc mai mare de scleroză venoasă și fasciită necrozantă.

### Producția ilegală
Vezi și: Producția de opiu în Afganistan, Trafic ilegal de droguri

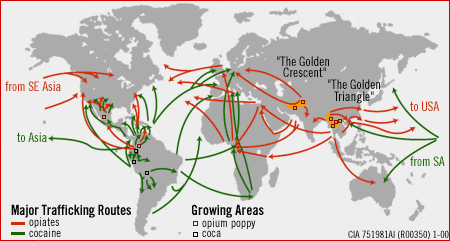
Rute internaționale de droguri

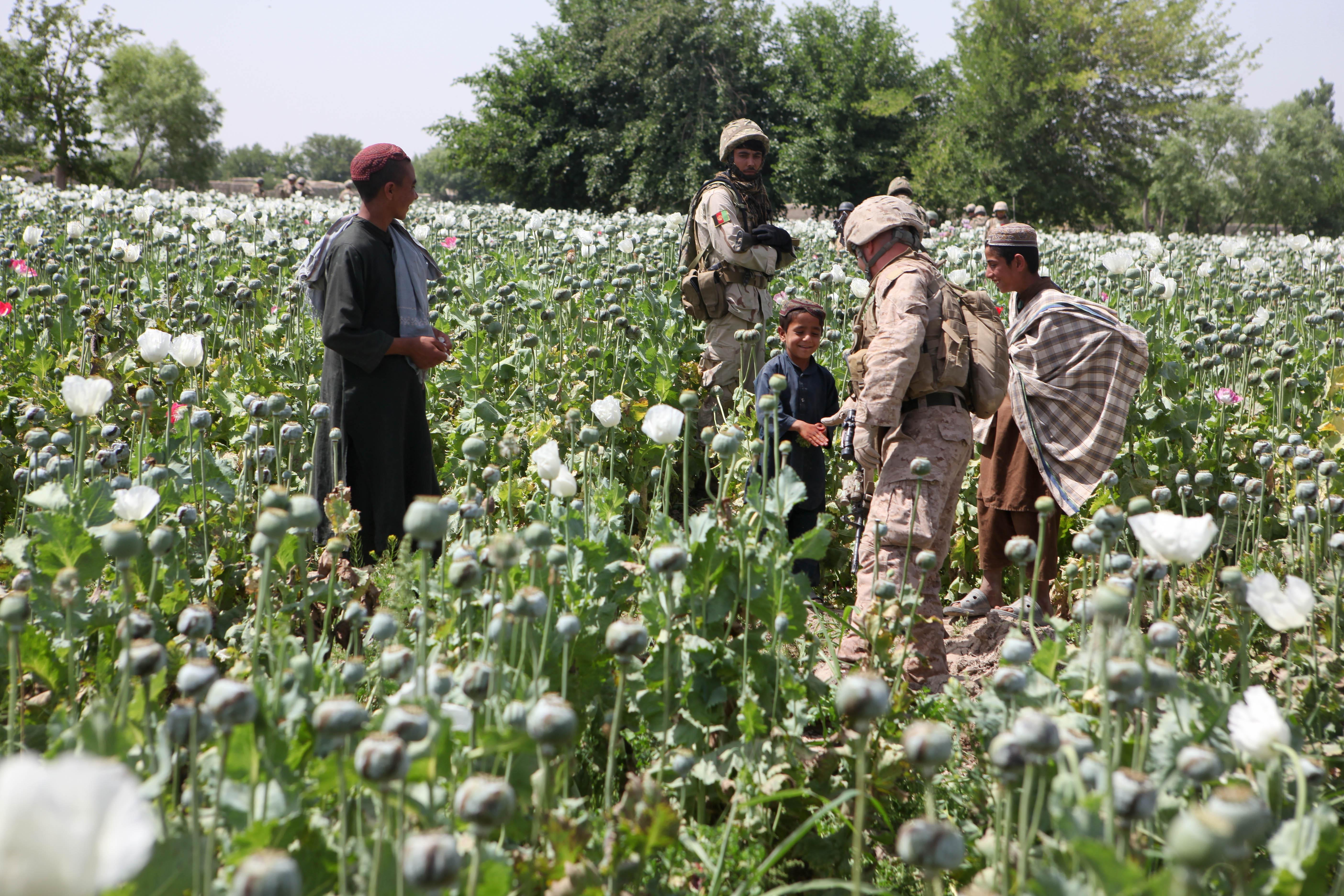
Afganistan, provincia Helmand. Un pușcaș marin salută copiii locali care lucrează în câmpul de maci de opiu lângă bază.

Afganistanul era anterior principalul producător al drogului. Producând în mod regulat 70% din opiul mondial, Afganistanul a redus producția la 74 de tone pe an sub o interdicție impusă de talibani în 2000, o mișcare care a redus producția cu 94%. Un an mai târziu, după ce trupele americane și britanice au invadat Afganistanul, au înlăturat talibanii și au instalat guvernul interimar, suprafața cultivată a sărit înapoi la 285 sqmi, Afganistanul înlocuind Birmania pentru a deveni din nou cel mai mare producător de opiu din lume. Producția de opiu a crescut rapid în Afganistan din acel moment, atingând un maxim istoric în 2006. Conform statisticilor DEA, producția de opiu uscat în cuptor a Afganistanului a crescut la 1.278 de tone în 2002, s-a dublat până în 2003 și aproape s-a dublat din nou în 2004. La sfârșitul anului 2004, guvernul SUA estima că 206.000 de hectare erau cultivate cu mac, reprezentând 4,5% din totalul terenurilor arabile ale țării, și produceau 4.200 de tone metrice de opiu, 76% din oferta mondială, generând 60% din produsul intern brut al Afganistanului. În 2006, Biroul ONU pentru Droguri și Criminalitate estima că producția a crescut cu 59% la 407000 acre cultivate, generând 6.100 de tone de opiu, 82% din oferta mondială. Valoarea heroinei rezultate a fost estimată la US$3,5 miliarde, din care fermierii afgani se estimează că au primit US$700 milioane ca venit. Pentru fermieri, cultura poate fi de până la zece ori mai profitabilă decât grâul. Prețul opiului este în jur de US$138 per kilogram. Producția de opiu a dus la creșterea tensiunilor în satele afgane. Deși încă nu au avut loc conflicte directe, opiniile noii clase de tineri bogați implicați în comerțul cu opiu sunt în contradicție cu cele ale liderilor tradiționali ai satului.

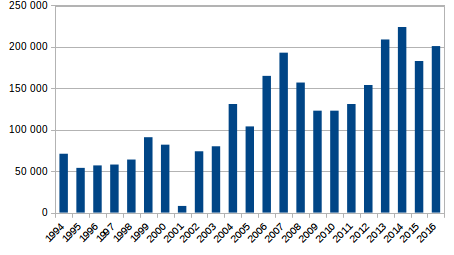
Cultivarea macului de opiu în Afganistan, 1994–2016 (hectare)

O fracțiune tot mai mare de opiu este procesată în bază de morfină și heroină în laboratoarele de droguri din Afganistan. În ciuda unui set internațional de controale chimice menite să restricționeze disponibilitatea anhidridei acetice, aceasta intră în țară, probabil prin vecinii săi din Asia Centrală care nu participă. O lege antidrog adoptată în decembrie 2005 impune Afganistanului să dezvolte registre sau reglementări pentru urmărirea, stocarea și deținerea anhidridei acetice. În noiembrie 2023, un raport ONU a arătat că în întregul Afganistan, cultivarea macului a scăzut cu peste 95%, eliminându-l de pe locul de cel mai mare producător de opiu din lume.
Pe lângă Afganistan, cantități mai mici de opiu sunt produse în Pakistan, regiunea Triunghiului de Aur din Asia de Sud-Est (în special Birmania), Columbia, Guatemala și Mexic.

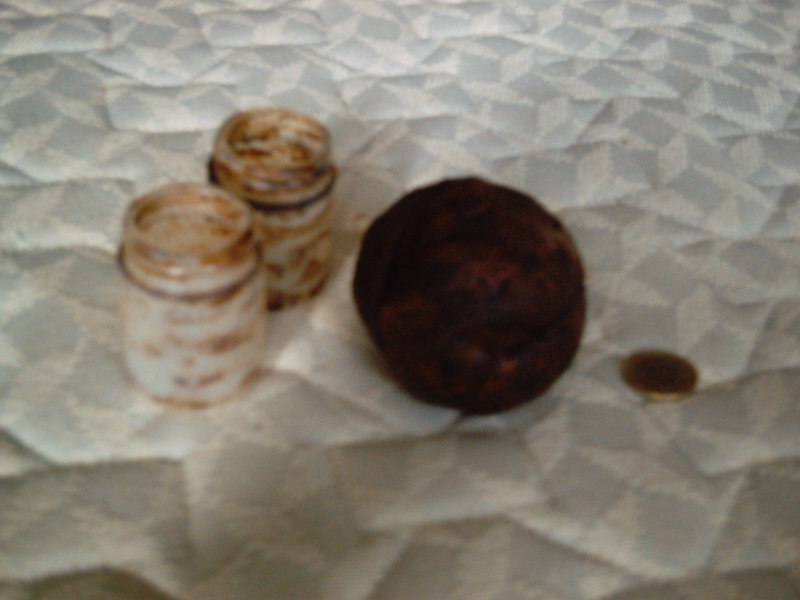
Bilă de opiu spaniolă

Producția chineză tranzacționează și profită în principal cu America de Nord. În 2002, căutau să se extindă în estul Statelor Unite. În era post 11 septembrie, comerțul transfrontalier a devenit dificil și, deoarece au fost instituite noi legi internaționale, comerțul cu opiu a devenit mai difuz. Puterea s-a mutat de la contrabandiștii izolați la cei de înaltă clasă și la comercianții de opiu. Externalizarea a devenit un factor uriaș de supraviețuire pentru mulți contrabandiști și cultivatori de opiu.
În 2023, Birmania a depășit Afganistanul și a devenit cel mai mare producător de opiu din lume, producând 1080 de tone metrice conform raportului Sondajului privind Opiul din Asia de Sud-Est al ONU.

### Producția legală
Articol principal: Licențierea opiului
Producția legală de opiu este permisă în temeiul Convenției Unice asupra Stupefiantelor a Națiunilor Unite și a altor tratate internaționale privind drogurile, sub rezerva unei supravegheri stricte din partea agențiilor de aplicare a legii din fiecare țară. Principala metodă legală de producție este procesul Robertson-Gregory, prin care întregul mac, excluzând rădăcinile și frunzele, este zdrobit și fiert în soluții acide diluate. Alcaloizii sunt apoi recuperați prin extracție acid-bază și purificați. Data exactă a descoperirii sale este necunoscută, dar a fost descrisă de Wurtz în Dictionnaire de chimie pure et appliquée, publicat în 1868.
Producția legală de opiu în India este mult mai tradițională. Începând cu 2008, opiul era colectat de fermieri care erau licențiați să cultive 0.1 ha de maci de opiu, care, pentru a-și menține licențele, trebuiau să vândă 56 de kilograme de pastă de opiu brut nealterată. Prețul pastei de opiu este stabilit de guvern în funcție de calitatea și cantitatea oferită. Media este de aproximativ 1500 de rupii (US$29) per kilogram. Se obțin bani suplimentari prin uscarea capetelor de mac și colectarea semințelor de mac, iar o mică fracțiune de opiu peste cotă poate fi consumată local sau deviată către piața neagră. Pasta de opiu este uscată și procesată în fabricile guvernamentale de opiu și alcaloizi înainte de a fi ambalată în lăzi de 60 de kilograme pentru export. Purificarea constituenților chimici se face în India pentru producția internă, dar de obicei se face în străinătate de către importatorii străini.
Importul legal de opiu din India și Turcia este efectuat de Mallinckrodt, Noramco, Abbott Laboratories, Purdue Pharma și Cody Laboratories Inc. în Statele Unite, iar producția legală de opiu este efectuată de GlaxoSmithKline, Johnson & Johnson, Johnson Matthey și Mayne în Tasmania, Australia; Sanofi Aventis în Franța; Shionogi Pharmaceutical în Japonia; și MacFarlan Smith în Regatul Unit. Tratatul ONU impune ca fiecare țară să prezinte rapoarte anuale Consiliului Internațional de Control al Narcoticelor, declarând consumul efectiv din acel an al multor clase de droguri controlate, precum și al opioidelor, și proiectând cantitățile necesare pentru anul următor. Acest lucru permite monitorizarea tendințelor de consum și alocarea cotelor de producție.
În 2005, Consiliul European Senlis a început să dezvolte un program care speră să rezolve problemele cauzate de cantitatea mare de opiu produs ilegal în Afganistan, din care majoritatea este transformată în heroină și introdusă ilegal pentru vânzare în Europa și Statele Unite. Această propunere vizează licențierea fermierilor afgani pentru a produce opiu pentru piața farmaceutică mondială și, prin urmare, rezolvarea unei alte probleme, aceea a subutilizării cronice a analgezicelor puternice acolo unde este necesar în țările în curs de dezvoltare. O parte a propunerii este de a depăși "regula 80-20" care impune SUA să achiziționeze 80% din opiul său legal din India și Turcia, pentru a include Afganistanul, prin stabilirea unui sistem de control al aprovizionării de nivel secundar care completează sistemul actual de cerere și ofertă reglementat de INCB, furnizând medicamente pe bază de mac țărilor care nu își pot satisface cererea conform reglementărilor actuale. Senlis a organizat o conferință la Kabul care a reunit experți în politica drogurilor din întreaga lume pentru a se întâlni cu oficiali guvernamentali afgani și a discuta probleme de securitate internă, corupție și probleme juridice în Afganistan.
În iunie 2007, consiliul a lansat un proiect "Mac pentru Medicamente" care oferă un plan tehnic pentru implementarea unui sistem de control integrat în cadrul proiectelor afgane de mac pentru medicamente la nivel de sat: ideea promovează diversificarea economică prin redirecționarea veniturilor din cultivarea legală a macului și producția de medicamente pe bază de mac. Au existat critici la adresa concluziilor raportului Senlis din partea Macfarlan Smith, care susțin că, deși produc morfină în Europa, nu li s-a cerut niciodată să contribuie la raport.

### Cultivarea în Regatul Unit
La sfârșitul anului 2006, guvernul britanic a permis companiei farmaceutice MacFarlan Smith (o companie Johnson Matthey) să cultive maci de opiu în Anglia din motive medicinale, după ce sursa principală a Macfarlan Smith, India, a decis să mărească prețul latexului de opiu de export. Această mișcare este bine primită de fermierii britanici, cu un câmp important de maci de opiu situat în Didcot, Anglia. Guvernul britanic a contrazis sugestia Home Office conform căreia cultivarea opiului poate fi legalizată în Afganistan pentru exporturi către Regatul Unit, ajutând la reducerea sărăciei și a luptelor interne, ajutând în același timp NHS să facă față cererii mari de morfină și heroină. Cultivarea macului de opiu în Regatul Unit nu necesită o licență, dar este necesară o licență pentru cei care doresc să extragă opiu pentru produse medicinale.

### Consum

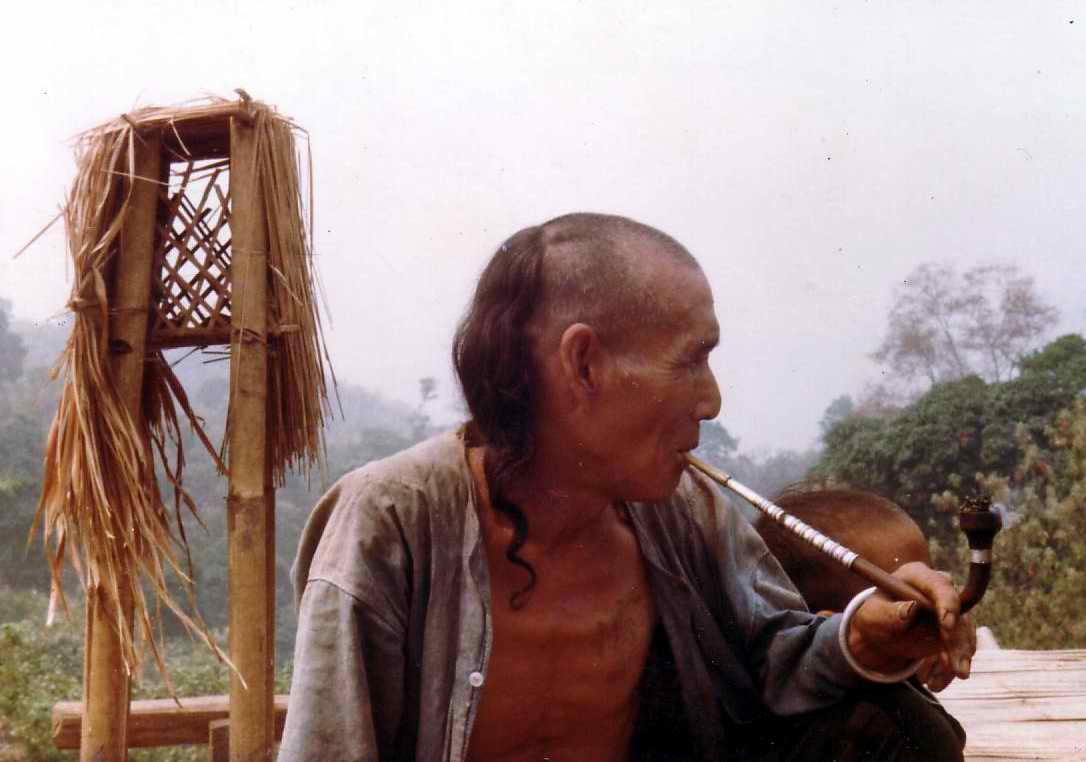
Un bărbat Akha fumează o pipă care conține opiu amestecat cu tutun.

În lumea industrializată, Statele Unite sunt cel mai mare consumator mondial de opioide eliberate pe bază de rețetă, Italia fiind printre cei mai mici consumatori, datorită reglementărilor mai stricte privind prescrierea narcoticelor pentru ameliorarea durerii. Majoritatea opiului importat în Statele Unite este descompus în constituenții săi alcaloizi, și, fie legal, fie ilegal, majoritatea consumului actual de droguri are loc cu derivați procesați, cum ar fi heroina, mai degrabă decât cu opiu nerafinat.
Injecția intravenoasă de opiacee este cea mai utilizată: în comparație cu injectarea, "vânarea dragonului" (încălzirea heroinei pe o bucată de folie) și madak și "ack ack" (fumatul de țigări care conțin tutun amestecat cu praf de heroină) sunt eficiente doar în proporție de 40%, respectiv 20%. Un studiu asupra dependenților de heroină britanici a constatat un raport de mortalitate excesivă de 12 ori (1,8% din grup murind anual). Majoritatea deceselor cauzate de heroină nu rezultă din supradoză per se, ci din combinația cu alte droguri depresive, cum ar fi alcoolul sau benzodiazepinele.
Fumatul opiului nu implică arderea materialului, așa cum s-ar putea imagina. Mai degrabă, opiul preparat este încălzit indirect la temperaturi la care alcaloizii activi, în principal morfina, sunt vaporizați. În trecut, fumătorii foloseau o pipă de opiu special concepută, care avea un bol detașabil, asemănător unui buton, din ceramică arsă, atașat printr-un fiting metalic la o tijă lungă și cilindrică. O mică "pastilă" de opiu de mărimea unui bob de mazăre era plasată pe bolul pipei, care era apoi încălzit prin ținerea sa deasupra unei lămpi de opiu, o lampă specială cu ulei cu un coș distinct, asemănător unei pâlnii, pentru a canaliza căldura într-o zonă mică. Fumătorul stătea întins pe o parte pentru a ghida bolul pipei și pastila mică de opiu peste fluxul de căldură care se ridica din coșul lămpii cu ulei și inhala vaporii de opiu vaporizat, după cum era necesar. Mai multe pastile de opiu erau fumate într-o singură sesiune, în funcție de toleranța fumătorului la drog. Efectele puteau dura până la douăsprezece ore.
În cultura orientală, opiul este mai frecvent utilizat sub formă de paregoric pentru a trata diareea. Aceasta este o soluție mai slabă decât laudanumul, o tinctură alcoolică care era utilizată predominant ca medicament analgezic și somnifer. Tinctura de opiu a fost prescrisă, printre altele, pentru diaree severă. Luată cu treizeci de minute înainte de mese, încetinește semnificativ motilitatea intestinală, oferind intestinelor mai mult timp pentru a absorbi lichidul din scaun.
În ciuda viziunii istorice negative asupra opiului ca fiind o cauză a dependenței, utilizarea morfinii și a altor derivați izolați din opiu în tratamentul durerii cronice a fost restabilită. Dacă sunt administrate în doze controlate, opiaceele moderne pot fi un tratament eficient pentru durerea neuropatică și alte forme de durere cronică.

## Proprietăți chimice și fiziologice
Vezi și: Opioid, Opiat, Morfinan
Opiul conține două grupuri principale de alcaloizi. Fenantrenele, cum ar fi morfina, codeina și tebaina, sunt principalii constituenți psihoactivi. Izochinolinele, cum ar fi papaverina și noscapina, nu au efecte semnificative asupra sistemului nervos central. Morfina este cel mai prevalent și important alcaloid din opiu, constituind 10–16% din total, și este responsabilă pentru majoritatea efectelor sale nocive, cum ar fi edemul pulmonar, dificultățile respiratorii, coma sau colapsul cardiac sau respirator. Morfina se leagă și activează receptorii μ-opioidici din creier, măduva spinării, stomac și intestin. Utilizarea regulată poate duce la toleranță la droguri sau dependență fizică. Dependenții cronici de opiu din China anului 1906 consumau în medie opt grame de opiu zilnic; se crede că dependenții de opiu din Iranul modern consumă aproximativ aceeași cantitate.
Atât analgezia, cât și dependența de droguri sunt funcții ale receptorului μ-opioidic, clasa de receptori opioizi identificată pentru prima dată ca fiind responsivă la morfină. Toleranța este asociată cu superactivarea receptorului, care poate fi afectată de gradul de endocitoză cauzat de opioidul administrat, și duce la o superactivare a semnalizării AMP ciclic. Utilizarea pe termen lung a morfinii în îngrijirea paliativă și gestionarea durerii cronice implică întotdeauna riscul ca pacientul să dezvolte toleranță sau dependență fizică. Există multe tipuri de tratament de reabilitare, inclusiv tratamente farmacologice cu naltrexonă, metadonă sau ibogaină.
În 2021, Agenția Internațională pentru Cercetare în Domeniul Cancerului a concluzionat că opiul este un carcinogen uman din Grupa 1 (dovezi suficiente), provocând cancere ale laringelui, plămânilor și vezicii urinare.

## Termeni de argou
Unii termeni de argou pentru opiu includ: "Big O", "Shanghai Sally", "dope", "hop", "midnight oil", "O.P." și "tar". "Dope" și "tar" se pot referi și la heroină. Pipa tradițională de opiu este cunoscută sub numele de "dream stick." (bățul viselor) Termenul dope a intrat în limba engleză la începutul secolului al XIX-lea, referindu-se inițial la lichide vâscoase, în special sosuri.  A fost folosit pentru a se referi la opiacee cel puțin din 1888, iar această utilizare a apărut deoarece opiul, atunci când este preparat pentru fumat, este vâscos.

### Citări
1. ↑  http://www.botgard.ucla.edu/html/botanytextbooks/economicbotany/Papaver/ - The Pernicious Opium Poppy, Professor Arthur C. Gibson, University of California, Los Angeles, accesat la 22 februarie 2014, arhivă la 20 octombrie 2013
2. ↑  https://www.unodc.org/documents/wdr/WDR_2010/1.2_The_global_heroin_market.pdf - The Global Heroin Market, octombrie 2014
3. ↑  Definiția opiului, Drugs.com. Accesat 28 februarie 2015 (https://www.drugs.com/dict/opium.html)
4. ↑  opium | Etymology of opium by etymonline, www.etymonline.com (https://www.etymonline.com/word/opium)
5. ↑  HON Mother & Child Glossary, Meconium, Simon O'Dochartaigh, hon.ch. Accesat 4 aprilie 2016 (http://www.hon.ch/Dossier/MotherChild/labor_complications/birth_meconium.html)
6. ↑  Sawynok J, "The therapeutic use of heroin: a review of the pharmacological literature", Canadian Journal of Physiology and Pharmacology, vol. 64, nr. 1, pag. 1–6, ianuarie 1986, pmid 2420426, doi 10.1139/y86-001
7. ↑  Merlin, M. D., "Archaeological Evidence for the Tradition of Psychoactive Plant Use in the Old World", Economic Botany, septembrie 2003, vol. 57, nr. 3, pag. 295–323, issn 0013-0001, jstor 4256701, doi 10.1663/0013-0001(2003)057[0295:aeftto]2.0.co;2, s2cid 30297486
8. ↑  PAPADAKI, P. G.; KRITIKOS, S. P., "The history of the poppy and of opium and their expansion in antiquity in the eastern Mediterranean area", United Nations Office on Drugs and Crime. Accesat 31 mai 2022 (https://www.unodc.org/unodc/en/data-and-analysis/bulletin/bulletin_1967-01-01_4_page003.html)
9. 1 2 3 4 5 6 7 8 9  Paul L. Schiff Jr., "Opium and its alkaloids", American Journal of Pharmaceutical Education, 2002. Accesat 8 mai 2007 (http://findarticles.com/p/articles/mi_qa3833/is_200207/ai_n9107282/print)
10. ↑  Santella, Thomas M.; Triggle, D. J., Opium, Facts On File, Incorporated, 2009, p. 8, isbn 978-1-4381-0213-9 (https://books.google.com/books?id=9BLfZSZHzgcC)
11. ↑  Suzanne Carr, "MS thesis", 1995. Accesat 16 mai 2007 (http://www.oubliette.org.uk/Four.html) (citând pe Andrew Sherratt)
12. 1 2 3  M J Brownstein, "A brief history of opiates, opioid peptides, and opioid receptors", Proceedings of the National Academy of Sciences of the United States of America, 15 iunie 1993, vol. 90, nr. 12, pag. 5391–5393, pmc 46725, doi 10.1073/pnas.90.12.5391, pmid 8390660, bibcode 1993PNAS...90.5391B
13. 1 2 3 4  PBS Frontline, "The Opium Kings", PBS, 1997. Accesat 16 mai 2007 (https://www.pbs.org/wgbh/pages/frontline/shows/heroin/etc/history.html)
14. ↑  , "Description of the Culture of the White Poppy and Preparation of Opium, as Practised in the Province of Bahar", The Asiatic Journal and Monthly Miscellany, vol. 3, Wm. H. Allen & Company, 1817. Accesat 31 mai 2022 (https://books.google.com/books?id=VhgSo7NMGbYC)
15. ↑  P. G. Kritikos; S. P. Papadaki, "The early history of the poppy and opium", Journal of the Archaeological Society of Athens, 1 ianuarie 1967
16. ↑  Askitopoulou, Helen; Ramoutsaki, Ioanna A; Konsolaki, Eleni, "Archaeological evidence on the use of opium in the Minoan world", International Congress Series, The history of anesthesia, vol. 1242, 1 decembrie 2002, pag. 23–29, doi 10.1016/S0531-5131(02)00769-0, issn 0531-5131 (https://www.sciencedirect.com/science/article/pii/S0531513102007690)
17. 1 2  Askitopoulou, Helen; Ramoutsaki, Ioanna A; Konsolaki, Eleni, "Archaeological evidence on the use of opium in the Minoan world", International Congress Series, The history of anesthesia, vol. 1242, 1 decembrie 2002, pag. 23–29, doi 10.1016/S0531-5131(02)00769-0, issn 0531-5131 (https://www.sciencedirect.com/science/article/pii/S0531513102007690)
18. 1 2  Booth, Martin, Opium: a history, St. Martin's Griffin, New York, 1998, Thomas Dunne books, isbn 978-0-312-20667-3
19. 1 2 3  "A History of Opium in Antiquity", Journal of the American Pharmaceutical Association (1961), vol. 8, nr. 8, 1 august 1968, pag. 446–447, doi 10.1016/S0003-0465(16)30721-2, issn 0003-0465 (https://www.sciencedirect.com/science/article/pii/S0003046516307212)
20. ↑  PBS Frontline, "The Opium Kings", PBS, 1997. Accesat 16 mai 2007 (https://www.pbs.org/wgbh/pages/frontline/shows/heroin/etc/history.html)
21. ↑  Bosi, Giovanna; Mazzanti, Marta Bandini; Florenzano, Assunta; N'siala, Isabella Massamba; Pederzoli, Aurora; Rinaldi, Rossella; Torri, Paola; Mercuri, Anna Maria, "Seeds/fruits, pollen and parasite remains as evidence of site function: piazza Garibaldi – Parma (N Italy) in Roman and Mediaeval times", Journal of Archaeological Science, vol. 38, nr. 7, 1 iulie 2011, pag. 1621–1633, doi 10.1016/j.jas.2011.02.027, issn 0305-4403 (https://www.sciencedirect.com/science/article/pii/S0305440311000665)
22. ↑  Ibrahim B. Syed, "Alcohol and Islam". Accesat 7 iulie 2005 (http://www.irfi.org/articles/articles_101_150/alcohol_and_islam.htm)
23. ↑  "Islamic Medical Manuscripts at the National Library of Medicine: a note on pharmaceutics". Accesat 6 iunie 2007 (https://www.nlm.nih.gov/hmd/arabic/pharmaceutics1.html)
24. ↑  Julius Berendes, "De Materia Medica", 1902. Accesat 10 mai 2007 (http://www.tiscalinet.ch/materiamedica/Mohn.htm)
25. 1 2 3 4  Philip Robson, Forbidden Drugs, Oxford University Press, 1999, p. 161, isbn 978-0-19-262955-5 (https://archive.org/details/forbiddendrugs0000robs)
26. 1 2 3 4 5 6 7 8  Carl A. Trocki, "Opiul ca marfă și flagelul drogurilor chinezești", 2002. Accesat 13 septembrie 2009 (http://www.humanities.qut.edu.au/research/socialchange/docs/conf_papers2002/TrockiCarl.pdf Arhivat în 20 iulie 2008, la Wayback Machine.)
27. ↑  "Answers.com: al-Razi", Answers.com (http://www.answers.com/topic/al-razi)
28. ↑  "Abu Bakr Muhammad ibn Zakariya al-Razi (841–926)", Saudi Aramco World, ianuarie 2002. Accesat 12 ianuarie 2008 (https://www.jewishvirtuallibrary.org/jsource/biography/Razi.html)
29. ↑  "El Zahrawi – Father Of Surgery". Accesat 4 mai 2007 (http://www.ummah.com/science/viewscfeature1.php?scfid=36&scTopicID=6)
30. ↑  Heydari, M; Hashempur, M. H.; Zargaran, A, "Medicinal aspects of opium as described in Avicenna's Canon of Medicine", Acta medico-historica Adriatica, 2013, vol. 11, nr. 1, pag. 101–12, pmid 23883087
31. ↑  Smith RD, "Avicenna and the Canon of Medicine: a millennial tribute", The Western Journal of Medicine, vol. 133, nr. 4, octombrie 1980, pag. 367–70, pmid 7051568, pmc 1272342
32. ↑  Ganidagli, Suleyman; Cengiz, Mustafa; Aksoy, Sahin; Verit, Ayhan, "Approach to painful disorders by Șerefeddin Sabuncuoğlu in the fifteenth century Ottoman period.", Anesthesiology, ianuarie 2004, vol. 100, nr. 1, pag. 165–9, doi 10.1097/00000542-200401000-00026, pmid 14695738, issn 1528-1175, s2cid 27900838 (https://pubs.asahq.org/anesthesiology/article/100/1/165/173/Approach-to-Painful-Disorders-by-Serefeddin)
33. ↑  "Pseudo-Apuleius: Papaver". Accesat 15 iunie 2007 (http://collecties.meermanno.nl/handschriften/search?SearchString=papaver Arhivat în 28 septembrie 2007, la Wayback Machine.)
34. 1 2  "Paracelsus: the philosopher's stone made flesh". Accesat 4 mai 2007 (http://www.nzepc.auckland.ac.nz/authors/young/paracelsus.asp)
35. ↑  "The devil's doctor", 18 aprilie 2006. Accesat 4 mai 2007 (http://www.salon.com/books/review/2006/04/18/devils_doctor/)
36. ↑  "PARACELSUS, Five Hundred Years: Three American Exhibits". Accesat 6 iunie 2007 (https://www.nlm.nih.gov/exhibition/paracelsus/paracelsus_1.html)
37. ↑  Stephen Harding; Lee Ann Olivier; Olivera Jokic, "Victorians' Secret: Victorian Substance Abuse". Accesat 2 mai 2007 (http://drugs.uta.edu/laudanum.html Arhivat în 31 mai 2007, la Wayback Machine.)
38. ↑  Ole Daniel Enersen, "Thomas Sydenham". Accesat 2 mai 2007 (http://www.whonamedit.com/doctor.cfm/1989.html)
39. ↑  Lomax, Elizabeth, "The Uses and Abuses Of Opiates In Nineteenth-Century England", Bulletin of the History of Medicine, 1973, vol. 47, nr. 2, pag. 167–176, jstor 44447528, pmid 4584236, issn 0007-5140
40. 1 2  Aurin, Marcus, "Chasing the Dragon: The Cultural Metamorphosis of Opium in the United States, 1825–1935", Medical Anthropology Quarterly, 1 ianuarie 2000, vol. 14, nr. 3, pag. 414–441, jstor 649506, pmid 11036586, doi 10.1525/maq.2000.14.3.414
41. 1 2  Kramer John C, "Opium Rampant: Medical Use, Misuse and Abuse in Britain and the West in the 17th and 18th Centuries", British Journal of Addiction, 1979, vol. 74, nr. 4, pag. 377–389, doi 10.1111/j.1360-0443.1979.tb01367.x, pmid 396938
42. ↑  Donna Young, "Scientists Examine Pain Relief and Addiction", 15 aprilie 2007. Accesat 6 iunie 2007 (http://www.ashp.org/s_ashp/article_news.asp?CID=167&DID=2024&id=19461 Arhivat în 6 decembrie 2007, la Wayback Machine.)
43. ↑  "Drug Addiction Research and the Health of Women – pg. 33–52". Accesat 21 martie 2010 (http://www.nida.nih.gov/PDF/DARHW/033-052_Kandall.pdf)
44. ↑  Zhang, Sarah, "Why a Medieval Woman Had Lapis Lazuli Hidden in Her Teeth", The Atlantic, 9 ianuarie 2019. Accesat 10 mai 2020 (https://www.theatlantic.com/science/archive/2019/01/the-woman-with-lapis-lazuli-in-her-teeth/579760/)
45. ↑  Garzoni, Costantino. 1840. "Relazione dell'impero Ottomano del senatore Costantino Garzoni stato all'ambascieria di Costantinopoli nel 1573". În Le relazioni degli ambasciatori veneti al Senato, serie III, volumul I, ed. Eugenio Albèri. Firenze: Clio, p. 398
46. ↑  Hamarneh Sami, "Pharmacy in medieval Islam and the history of drug addiction", Medical History, 1972, vol. 16, nr. 3, pag. 226–237, pmc 1034978, pmid 4595520, doi 10.1017/s0025727300017725
47. ↑  Michot, Yahya. L'opium et le café. Traduction d'un texte arabe anonyme et exploration de l'opiophagie ottomane (Beirut: Albouraq, 2008) ISBN: 978-2-84161-397-7
48. ↑  Matthee, Rudi. The Pursuit of Pleasure: Drugs and Stimulants in Iranian History, 1500–1900 (Washington: Mage Publishers, 2005), pp. 97–116 ISBN: 0-934211-64-7. Van de Wijngaart, G., "Trading in Dreams", în P. Faber & al. (eds.), Dreaming of Paradise: Islamic Art from the Collection of the Museum of Ethnology, Rotterdam, Rotterdam, Martial & Snoeck, 1993, p. 186-191.
49. ↑  Habighorst, Ludwig V., Reichart, Peter A., Sharma, Vijay, Love for Pleasure: Betel, Tobacco, Wine and Drugs in Indian Miniatures (Koblenz: Ragaputra Edition, 2007)
50. 1 2 3 4 5 6 7  Dikotter, Frank, Narcotic Culture: A History of Drugs in China, Hurst, 2004, p. 3, isbn 978-0-226-14905-9
51. ↑  de Quincey, Thomas, Confesiunile unui opioman englez, 1821, p. 188
52. ↑  Hubble D, "Opium Addiction and English Literature", Medical History, octombrie 1957, vol. 1, nr. 4, pag. 323–35, doi 10.1017/s0025727300021505, pmc 1034310, pmid 13476921
53. 1 2 3  Yangwen Zheng, "The Social Life of Opium in China, 1483–1999", Modern Asian Studies, 2003, vol. 37, nr. 1, pag. 1–39, doi 10.1017/S0026749X0300101X, s2cid 146582691
54. 1 2 3 4 5  Alfred W. McCoy, "Istoria opiului, 1858 - 1940". Accesat 4 mai 2007 (http://www.a1b2c3.com/drugs/opi010.htm)
55. 1 2  Rescrierea istoriei, Un răspuns la Raportul Mondial privind Drogurile din 2008, Transnational Institute, iunie 2008 (http://www.ungassondrugs.org/images/stories/brief26.pdf Arhivat în 26 ianuarie 2021, la Wayback Machine.)
56. 1 2  Commissioner Jesse B. Cook, "San Francisco's Old Chinatown", San Francisco Police and Peace Officers' Journal, iunie 1931. Accesat 22 septembrie 2007 (http://www.sfmuseum.org/hist9/cook.html)
57. ↑  H.H. Kane, M.D., "American Opium Smokers", 24 septembrie 1881. Accesat 22 septembrie 2007 (http://immigrants.harpweek.com/chineseamericans/Items/Item061L.htm)
58. ↑  "Opium degrading the French Navy", 27 aprilie 1913. Accesat 22 septembrie 2007 (http://www.druglibrary.org/schaffer/history/e1910/frenchnavyopium.htm)
59. ↑  Alfred W. McCoy, "The politics of heroin in Southeast Asia", 1972. Accesat 24 septembrie 2007 (http://www.drugtext.org/library/books/McCoy/book/21.htm)
60. ↑  John Richards, "Opium and the British Indian Empire", 23 mai 2001. Accesat 24 septembrie 2007 (http://www.drugpolicy.org/library/opium_india.cfm)
61. ↑  John Rennie, "When a woman ruled Chinatown", Tower Hamlets Newsletter, 26 martie 2007. Accesat 12 mai 2007 (http://www.towerhamlets.gov.uk/templates/news/detail.cfm?newsid=7262 Arhivat în 10 februarie 2010, la Wayback Machine.)
62. ↑  J.P. Jones, "Lascars in the port of London", P.L.A. Monthly, februarie 1931. Accesat 12 mai 2007 (http://www.lascars.co.uk/plafeb1931.html)
63. ↑  "Opiul în Occident". Muzeul Opiului. 2007. Preluat la 21 septembrie 2007. (http://www.opiummuseum.com/index.pl?pics&67)
64. ↑  "Brilliant, Chang! « London Particulars". Preluat la 3 octombrie 2010. (http://londonparticulars.wordpress.com/2009/12/15/brilliant-chang/)
65. ↑  "Cronologia opiului", The Golden Triangle. Accesat 13 septembrie 2009 (http://www.goldentrianglepark.org/swf/timeline.htm)
66. ↑  "Fabricile de opiu din Bihar – Bihargatha", Bihargatha.in. Accesat 7 octombrie 2011 (http://www.bihargatha.in/early-agriculture-based-enterprenureships/opeum-factories)
67. ↑  Wertz, Richard R. "Epoca Qing (1644–1912)". iBiblio. 1998. Preluat la 21 septembrie 2007. (http://www.ibiblio.org/chinesehistory/contents/06dat/bio.2qin.html)
68. ↑  John K. Fairbanks, "Crearea sistemului tratatelor" în John K. Fairbanks, ed. Istoria Cambridge a Chinei, vol. 10 Partea 1 (Cambridge University Press, 1992) p. 213. citat în John Newsinger, "Războaiele opiului ale Marii Britanii – fapte și mituri despre comerțul cu opiu în Orient", Monthly Review, octombrie 1997 (http://findarticles.com/p/articles/mi_m1132/is_n5_v49/ai_20039205)
69. ↑  Bradley, James, The Imperial Cruise, a Secret History of Empire and War, Little, Brown, 2009, Capitolul 10, pag. 274–275, isbn 978-0-316-04966-5 (https://archive.org/details/imperialcruisese0000brad/page/274)
70. ↑  Kathleen L. Lodwick, Crusaders Against Opium: Protestant Missionaries in China, 1874–1917, University Press of Kentucky, 5 februarie 2015, pag. 86–, isbn 978-0-8131-4968-4 (https://books.google.com/books?id=DrAeBgAAQBAJ&q=William+Gladstone+opium&pg=PA86)
71. ↑  Pierre-Arnaud Chouvy, Opium: Uncovering the Politics of the Poppy, Harvard University Press, 2009, pag. 9–, isbn 978-0-674-05134-8 (https://books.google.com/books?id=qGl4TN_qIsgC&q=William+Gladstone+opium&pg=PA9)
72. ↑  Dr Roland Quinault; Dr Ruth Clayton Windscheffel; Mr Roger Swift, William Gladstone: New Studies and Perspectives, Ashgate Publishing, Ltd., 28 iulie 2013, pag. 238–, isbn 978-1-4094-8327-4 (https://books.google.com/books?id=Hve4IOulDlwC&q=William+Gladstone+opium&pg=PT238)
73. ↑  Ms Louise Foxcroft, The Making of Addiction: The 'Use and Abuse' of Opium in Nineteenth-Century Britain, Ashgate Publishing, Ltd., 28 iunie 2013, pag. 66–, isbn 978-1-4094-7984-0 (https://books.google.com/books?id=VPosEno3uNYC&q=William+Gladstone+opium&pg=PA66)
74. ↑  William Travis Hanes; Frank Sanello, Opium Wars: The Addiction of One Empire and the Corruption of Another, Sourcebooks, Inc., 2004, pag. 78–, isbn 978-1-4022-0149-3 (https://books.google.com/books?id=jYmFAAAAQBAJ&q=William+Gladstone+opium&pg=PA78)
75. ↑  W. Travis Hanes III; Frank Sanello, The Opium Wars: The Addiction of One Empire and the Corruption of Another, Sourcebooks, 1 februarie 2004, pag. 88–, isbn 978-1-4022-5205-1 (https://books.google.com/books?id=lXiiAAAAQBAJ&q=William+Gladstone+opium&pg=PT88)
76. ↑  Peter Ward Fay, The Opium War, 1840–1842: Barbarians in the Celestial Empire in the Early Part of the Nineteenth Century and the War by which They Forced Her Gates Ajar, Univ of North Carolina Press, 9 noiembrie 2000, pag. 290–, isbn 978-0-8078-6136-3 (https://books.google.com/books?id=EgSs61pjvS8C&q=William+Gladstone+opium&pg=PT290)
77. ↑  Anne Isba, Gladstone and Women, A&C Black, 24 august 2006, pag. 224–, isbn 978-1-85285-471-3 (https://books.google.com/books?id=gaxDs8_oz_QC&q=William+Gladstone+opium&pg=PA224)
78. ↑  David William Bebbington, William Ewart Gladstone: Faith and Politics in Victorian Britain, Wm. B. Eerdmans Publishing, 1993, pag. 108–, isbn 978-0-8028-0152-4 (https://books.google.com/books?id=jEzV7PYYe5kC&q=William+Gladstone+opium&pg=PA108)
79. ↑  Lodwick, Kathleen L. (1996). Cruciații împotriva opiului: Misionarii protestanți în China 1874–1917. University Press of Kentucky. ISBN: 0-8131-1924-3 (https://books.google.com/books?id=gT42B-69owoC)
80. ↑  Windle J, "'Prejudicii cauzate de intervenția Chinei de suprimare a opiului din 1906–17'", International Journal of Drug Policy, 2013, vol. 24, nr. 5, pag. 498–505, doi 10.1016/j.drugpo.2013.03.001, pmid 23567100 (http://roar.uel.ac.uk/4336/1/Harms%20caused%20by%201906%20intervention%20-%20pre-print%20copy.pdf)
81. ↑  Ellen N. La Motte, "Monopolul opiului". Accesat 25 septembrie 2007 (http://www.druglibrary.org/SCHAFFER/History/om/om7.htm)
82. ↑  Joyce A. Madancy, "Moștenirea problematică a comisarului Lin", aprilie 2004. Accesat 25 septembrie 2007 (http://www.hup.harvard.edu/catalog/MADTRO.html)
83. ↑  Windle, J. (2011). 'Paralele amenințătoare și diferențe optimiste: Opiul în China și Afganistan'. Law, Crime and History, Vol. 2(1), pp. 141–164. http://roar.uel.ac.uk/1692/
84. ↑  William A Callahan, "Moșteniri istorice și securitate non/tradițională: Comemorarea Zilei Umilinței Naționale în China", 8 mai 2004. Accesat 8 iulie 2007 (http://www.dur.ac.uk/chinese.politics/Public%20lectures/William%20A%20Callahan%20RenDa%20Lecture.pdf)
85. ↑  Ann Heylen, Chronique du Toumet-Ortos: Looking through the Lens of Joseph Van Oost, Missionary in Inner Mongolia (1915–1921), Leuven University Press, Leuven, Belgium, 2004, p. 312, isbn 978-90-5867-418-0. Accesat 28 iunie 2010 (https://books.google.com/books?id=WSl5cl_wt24C&q=ma+fuxiang+opium&pg=PA312)
86. ↑  Association for Asian Studies. Southeast Conference, Annals, Volumes 1–5, The Conference, 1979, p. 51. Accesat 29 aprilie 2011 (https://books.google.com/books?id=kDxtAAAAMAAJ&q=fuxiang+ban)
87. ↑  Edward R. Slack, Opium, State, and Society: China's Narco-Economy and the Guomindang, 1924–1937, University of Hawaii Press, Honolulu, 2001, p. 240, isbn 978-0-8248-2361-0. Accesat 28 iunie 2010 (https://books.google.com/books?id=JQeDYe8mv24C&q=ma+fuxiang+drug+sales&pg=PA31)
88. ↑  Marc Andre Matten (ed.), Places of Memory in Modern China: History, Politics, and Identity, BRILL, 9 decembrie 2011, p. 271, isbn 978-90-04-21901-4 (https://books.google.com/books?id=Ul89eeKHLGEC&pg=PA271)
89. ↑  Petr Parfenovich Vladimirov, The Vladimirov diaries: Yenan, China, 1942–1945, Doubleday, 1975, isbn 978-0-385-00928-7 (https://books.google.com/books?id=aPAdAAAAMAAJ)
90. ↑  Chen Yung-Fa, "The Blooming Poppy under the Red Sun: The Yan'an Way and the Opium Trade", în Tony Saich; Hans J. Van de Ven (eds.), New Perspectives on the Chinese Communist Revolution, M.E. Sharpe, 1995, pag. 263–298, isbn 978-1-56324-428-5 (https://books.google.com/books?id=FdDuL1eewWwC&pg=263)
91. ↑  Hastings, Max, Retribution, Vintage, New York, 2007, p. 413, isbn 978-0-307-27536-3
92. ↑  Liang, Bin; Lu, Hong, "Discursurile problemelor drogurilor și controlul drogurilor în China: Rapoarte în Cotidianul Poporului, 1946–2009", China Information, 2013, vol. 27, nr. 3, p. 302, doi 10.1177/0920203X13491387, s2cid 147627658
93. ↑  Xiao, Shuiyuan; Yang, Mei; Zhou, Liang; Hao, Wei, "Tranziția politicii Chinei privind drogurile: probleme în practică", Addiction, februarie 2015, vol. 110, nr. 2, pag. 193–4, doi 10.1111/add.12689, pmid 25602038
94. ↑  Hall, Wayne; Weier, Megan, "Studiile lui Lee Robins privind consumul de heroină în rândul veteranilor americani din Vietnam", Addiction, 2017, vol. 112, nr. 1, p. 177, doi 10.1111/add.13584, pmid 27650054, s2cid 206974500
95. ↑  Dale Gieringer, "Războiul statului împotriva drogurilor – un eșec de 100 de ani", 4 martie 2007 (http://www.november.org/stayinfo/breaking07/CA-WOD.html)
96. ↑  Peter McWilliams, "Nu-i treaba nimănui dacă o faci" (http://www.mcwilliams.com/books/aint/303a.htm)
97. ↑  Centrul de Acces la Informații Juridice, "Legile privind drogurile în Australia" (http://www.austlii.edu.au/au/other/liac/hot_topic/hottopic/2000/4/2.html)
98. ↑  Carstairs C., "Închis pentru posesie: Consumul ilegal de droguri, reglementarea și puterea în Canada, 1920–61", 2006. Accesat 21 mai 2007 (http://www.projectcork.org/bibliographies/data/Bibliography_Historical.html)
99. ↑  Ladenburg, Thomas, "Capitolul 1, Francezii în Indochina", Universitatea din Houston, 1974. Accesat 21 martie 2023 (https://www.digitalhistory.uh.edu//teachers/lesson_plans/pdfs/unit12_1.pdf)
100. ↑  Anderson, Stuart; Berridge, Virginia, "Opiul în Marea Britanie a secolului XX: Farmaciști, reglementare și poporul", Addiction, 2000, vol. 95, nr. 1, pag. 23–36, doi 10.1046/j.1360-0443.2000.951234.x, pmid 10723823
101. 1 2 3 4 5  Brown Richard Harvey, "Comerțul cu opiu și politicile privind opiul în India, China, Marea Britanie și Statele Unite: Comparații istorice și interpretări teoretice", Asian Journal of Social Science, 2002, vol. 30, nr. 3, p. 623, doi 10.1163/156853102320945420
102. ↑  Biroul Comisarului, "Legislație – Legea privind Substanțele Controlate", Fda.gov. Accesat 25 ianuarie 2017 (https://www.fda.gov/regulatoryinformation/legislation/ucm148726.htm)
103. ↑  "Opiu – Cultivarea macului, fabricarea morfinii și heroinei", Erowid.org. Accesat 25 ianuarie 2017 (https://erowid.org/archive/rhodium/chemistry/opium.html)
104. ↑  Peter Dale Scott, Asia-Pacific Journal Japan Focus, 1 noiembrie 2010, Volumul 8 | Numărul 44 | Numărul 2, "Operațiunea Paper: Statele Unite și drogurile în Thailanda și Birmania" 米国とタイ・ビルマの麻薬 (https://apjjf.org/-Peter-Dale-Scott/3436/article.html)
105. ↑  Jennifer Hull, "Europa de Est se droghează sub o stea roșie", Time, 24 iunie 2001. Accesat 17 aprilie 2020 (http://content.time.com/time/magazine/article/0,9171,145798,00.html Arhivat în 24 februarie 2021, la Wayback Machine.)
106. ↑  Morimoto, Satoshi; et al., "Metabolismul morfinii în macul de opiu și posibila sa funcție fiziologică", Journal of Biological Chemistry, 12 octombrie 2001, vol. 276, nr. 41, pag. 38179–38184, pmid 11498543, doi 10.1074/jbc.M107105200 (https://www.jbc.org/content/276/41/38179.long)
107. ↑  "Pe urmele morfinii", Pharmazeutische-zeitung.de. Accesat 7 octombrie 2011 (http://www.pharmazeutische-zeitung.de/index.php?id=titel_16_2004)
108. ↑  Huxtable Ryan J.; Schwartz Stephen K. W., "Izolarea morfinii—Primele principii în știință și etică", Molecular Interventions, 2001, vol. 1, nr. 4, pag. 189–191, pmid 14993340 (http://triggered.edina.clockss.org/ServeContent?url=http%3A%2F%2Fmolinterv.aspetjournals.org%2Fcontent%2F1%2F4%2F189.full)
109. ↑  Robiquet, Pierre Jean, Annales de chimie et de physique, vol. 51, Crochard, Paris, 1832 (https://archive.org/details/s3id13208200/page/264)
110. ↑  Carter AJ, "Narcoză și mătrăgună", The BMJ, 1996, vol. 313, nr. 7072, pag. 1630–2, pmid 8991015, pmc 2359130, doi 10.1136/bmj.313.7072.1630
111. ↑  Judson, Horace F, Dependența de heroină, Vintage Books, 1974, p. 54, isbn 978-0-394-72017-3
112. ↑  Richard Askwith; The Sunday Times, "Cum a devenit aspirina erou", 13 septembrie 1998. Accesat 2 mai 2007 (http://opioids.com/heroin/heroinhistory.html)
113. ↑  "Medicină Operațională 2001 Manualul Studentului Școlii de Serviciu Medical de Front: Geantă medicală Molle/set de instrumente chirurgicale", 7 decembrie 1999. Accesat 27 iunie 2007 (http://www.brooksidepress.org/Products/OperationalMedicine/DATA/operationalmed/Manuals/FMSS/MOLLEMEDICALBAG.htm)
114. ↑  "0.0_Front Matters_05-31-07.qxd". Accesat 21 martie 2010 (http://www.unodc.org/pdf/research/wdr07/WDR_2007_1.2_opium_heroin.pdf)
115. ↑  Mark Corcoran, "Afganistan: Ochiul orb al Americii", Australian Broadcasting Corporation. Accesat 11 mai 2007 (http://www.abc.net.au/foreign/content/2005/s1379788.htm)
116. ↑  "Fermierii afgani de mac spun că noile semințe vor crește producția de opiu", yahoo.com. Accesat 4 aprilie 2016 (https://news.yahoo.com/afghan-poppy-farmers-seeds-boost-opium-output-060423845--finance.html)
117. ↑  "Producția de opiu în Triunghiul de Aur continuă la niveluri ridicate, amenințând integrarea regională", unodc.org. Accesat 4 aprilie 2016 (http://www.unodc.org/unodc/en/frontpage/2014/December/opium-production-in-the-golden-triangle-continues-at-high-levels--threatening-regional-integration.html)
118. ↑  Karin Kloosterman, "Panourile solare alimentează comerțul cu opiu în Afganistan", Greenprophet.com, 2 iunie 2022. Accesat 11 iunie 2022 (https://www.greenprophet.com/2022/06/solar-panels-opium-afghanistan/)
119. ↑  "Cultivarea macului în sudul Afganistanului a scăzut cu 80%: Raport", ToloNews, 7 iunie 2023, p. 1. Accesat 8 iunie 2023 (https://tolonews.com/afghanistan-183684)
120. 1 2  "Cultivarea macului de opiu afgan scade cu 95% sub talibani: ONU", Al Jazeera. Accesat 7 noiembrie 2023 (https://www.aljazeera.com/news/2023/11/5/afghan-opium-poppy-cultivation-plunges-by-95-percent-under-taliban-un)
121. 1 2  "Cultivarea opiului scade cu 95% în Afganistan: sondaj ONU | Știri ONU", news.un.org, 5 noiembrie 2023. Accesat 7 noiembrie 2023 (https://news.un.org/en/story/2023/11/1143232)
122. ↑  Frick S, Kramell R, Schmidt J, Fist AJ, Kutchan TM, "Determinarea calitativă și cantitativă comparativă a alcaloizilor în culturile narcotice și condimentare de Papaver somniferum", Journal of Natural Products, mai 2005, vol. 68, nr. 5, pag. 666–73, pmid 15921406, doi 10.1021/np0496643, bibcode 2005JNAtP..68..666F
123. ↑  "Producția de tebaină și oripavină", 20 aprilie 2004. Accesat 10 mai 2007 (http://www.patentlens.com/patentlens/patsearch.cgi?patnum=US+6723894 Arhivat în 5 septembrie 2012, la Archive.is)
124. ↑  Meadway C, George S, Braithwaite R, "Concentrațiile de opiacee după ingestia de produse din semințe de mac — dovezi pentru 'apărarea cu semințe de mac'", Forensic Science International, 31 august 1998, vol. 96, nr. 1, pag. 29–38, pmid 9800363, doi 10.1016/S0379-0738(98)00107-8
125. ↑  Trafkowski, J; Madea, B; Musshoff, F, "Semnificația markerilor urinari putativi ai consumului ilicit de heroină după consumul de produse din semințe de mac", Therapeutic Drug Monitoring, august 2006, vol. 28, nr. 4, pag. 552–8, pmid 16885724, s2cid 22585610, doi 10.1097/00007691-200608000-00011
126. ↑  Albert D. Fraser; David Worth, "Experiența cu un prag de screening și confirmare a opiaceelor în urină de 2000 mg/ml", Journal of Analytical Toxicology, octombrie 1999, vol. 23, nr. 6, pag. 549–551, pmid 10517566, doi 10.1093/jat/23.6.549
127. ↑  Gahlinger 2001
128. ↑  Anil Aggrawal, "CAPITOLUL 2: POVESTEA OPIULUI", Narcotic Drugs, National Book Trust, New Delhi, 1995, isbn 978-81-237-1383-0. Accesat 6 mai 2007 (http://opioids.com/narcotic-drugs/chapter-2.html)
129. ↑  "UNODC – Buletin privind stupefiantele – 1969 Numărul 4 – 001", Unodc.org. Accesat 11 iunie 2022 (https://www.unodc.org/unodc/en/data-and-analysis/bulletin/bulletin_1969-01-01_4_page002.html)
130. 1 2  Farmacopeea Belgiană, ediția a 5-a, 1966; partea 3
131. ↑  W. R. Martin; H. F. Fraser, "Un studiu comparativ al efectelor subiective și fiziologice ale heroinei și morfinii administrate intravenos la foști dependenți", Journal of Pharmacology and Experimental Therapeutics, 1 septembrie 1961, vol. 133, nr. 3, pag. 388–399, doi 10.1016/S0022-3565(25)26119-5, pmid 13767429 (http://jpet.aspetjournals.org/cgi/content/abstract/133/3/388)
132. ↑  Robinson SL, Rowbotham DJ, Smith G, "Morfină comparată cu diamorfină. O comparație a cerințelor de dozare și a efectelor secundare după operația de șold", Anaesthesia, iulie 1991, vol. 46, nr. 7, pag. 538–40, pmid 1862890, doi 10.1111/j.1365-2044.1991.tb09650.x, s2cid 35289009
133. ↑  "Interpol". Accesat 9 mai 2006 (http://www.interpol.int/Public/Drugs/heroin/default.asp Arhivat în 24 septembrie 2001, la Biblioteca Congresului)
134. ↑  "Raportul Mondial privind Drogurile UNODC 2005". Accesat 2 mai 2007 (http://www.unodc.org/pdf/WDR_2005/volume_1_chap1_opium.pdf)
135. ↑  Jeff Sheehy; Corinna Kaarlela, "Consumul de heroină black tar explică nivelurile mai scăzute de HIV în rândul consumatorilor de droguri injectabile din vestul SUA", 26 ianuarie 2004. Accesat 24 mai 2017 (https://www.ucsf.edu/news/2004/01/5049/black-tar-heroin-use-explains-lower-hiv-levels-among-injection-drug-users-i/)
136. ↑  Paul Harris în Peshawar, "Warlorzii victorioși pregătiți să deschidă porțile opiului", Observer.guardian.co.uk, Londra, 25 noiembrie 2001. Accesat 21 martie 2010 (http://observer.guardian.co.uk/international/story/0,6903,605618,00.html)
137. ↑  "Raportul Mondial privind Drogurile ONU 2007 – Afganistan". Accesat 21 martie 2010 (http://www.unodc.org/pdf/research/wdr07/WDR_2007_3.1.1_afghanistan.pdf)
138. ↑  "Reconstruirea Afganistanului: Actualizare săptămânală a activității", 24 februarie 2005. Accesat 11 mai 2007 (http://www.usaid.gov/locations/asia_near_east/afghanistan/weeklyreports/022405_report.html Arhivat în 9 mai 2007, la Wayback Machine.)
139. ↑  BBC News, "ONU avertizează asupra creșterii opiului afgan", 2 august 2006. Accesat 6 iunie 2007 (http://news.bbc.co.uk/2/hi/south_asia/5308180.stm)
140. ↑  Goodhand, Jonathan, "De la războiul sfânt la războiul opiului? Un studiu de caz al economiei opiului în nord-estul Afganistanului", Central Asian Survey, 2000, vol. 19, nr. 2, pag. 265–280, doi 10.1080/02634930050079354, pmid 18348361, s2cid 2591603
141. ↑  "Raportul Strategiei Internaționale de Control al Narcoticelor: Controale chimice". Accesat 11 mai 2007 (https://2001-2009.state.gov/p/inl/rls/nrcrpt/2006/vol1/html/62105.htm)
142. ↑  Brzezinski, Matthew. "Reingineria afacerii cu droguri". The New York Times Magazine, 23 iunie 2002
143. ↑  "UNODC". Accesat 20 decembrie 2023 (https://www.unodc.org/roseap/uploads/documents/Publications/2023/Southeast_Asia_Opium_Survey_2023.pdf)
144. ↑  "UNODC – Buletin privind stupefiantele – 1950 Numărul 3 – 003", Națiunile Unite : Biroul pentru Droguri și Criminalitate. Accesat 5 mai 2021 (https://www.unodc.org/unodc/en/data-and-analysis/bulletin/bulletin_1950-01-01_3_page004.html)
145. ↑  "BIROUL CENTRAL DE NARCOTICE, INDIA", cbn.nic.in. Accesat 4 aprilie 2016 (http://www.cbn.nic.in)
146. ↑  Pablo Bartholomew, "Opiu pentru mase: eseu foto despre cultivarea opiului în India", 1996. Accesat 15 iunie 2007 (http://www.ieo.org/opm_mass.html)
147. ↑  Senlis Council, "Studiu de fezabilitate privind licențierea opiului în Afganistan" (http://www.senliscouncil.net/documents/feasibility_study_conclusions_and_recommendations)
148. ↑  Senlis Council, "Simpozionul Internațional de la Kabul privind Politica Drogurilor", 26 septembrie 2005. Accesat 4 mai 2007 (http://www.senliscouncil.net/modules/events/kabul)
149. ↑  Mac pentru Medicamente: "Licențierea macului pentru producția de medicamente esențiale: un model integrat de combatere a narcoticelor, dezvoltare și contrainsurgență pentru Afganistan". Senlis Council. Iunie 2007. Preluat la 21 septembrie 2007. (http://www.senliscouncil.net/modules/publications/documents/poppy_medicine_technical_dossier)
150. ↑  "Scrisoare de la Macfarlan Smith". Accesat 21 martie 2010 (http://www.fco.gov.uk/resources/en/pdf/3036656/afg-CN-Macfarlanesmithreport Arhivat în 22 martie 2009, la Wayback Machine.)
151. ↑  Câmpurile analgezice: macii de opiu ai Angliei care abordează criza de morfină a NHS, Comunicat de presă, 15 septembrie 2007. (http://www.thisislondon.co.uk/news/article-23404311-details/The%20painkilling%20fields:%20England's%20opium%20poppies%20that%20tackle%20the%20NHS%20morphine%20crisis/article.do)
152. ↑  S. Mercadante, "Consumul oral de morfină în Italia și Sicilia", Journal of Pain and Symptom Management, 1998, vol. 15, nr. 4, pag. 227–30, doi 10.1016/S0885-3924(98)00368-6, pmid 9601157
153. ↑  Benjamin Pui-Nin Mo; E. Leong Way, "O evaluare a inhalării ca mod de administrare a heroinei de către dependenți", Journal of Pharmacology and Experimental Therapeutics, 1 octombrie 1966, vol. 154, nr. 1, pag. 142–151, doi 10.1016/S0022-3565(25)27451-1, pmid 5924312 (http://jpet.aspetjournals.org/cgi/content/abstract/154/1/142)
154. ↑  Karl A. Sporer, M.D., "Supradoză acută de heroină", Annals of Internal Medicine, 6 aprilie 1999, vol. 130, nr. 7, pag. 584–590, doi 10.7326/0003-4819-130-7-199904060-00019, pmid 10189329, s2cid 22949289
155. ↑  Darke S, Zador D, "Supradoză fatală de heroină: o recenzie", Addiction, decembrie 1996, vol. 91, nr. 12, pag. 1765–72, pmid 8997759, doi 10.1046/j.1360-0443.1996.911217652.x
156. ↑  "Proxy Anonim", Softfamous.com. Accesat 11 iunie 2022 (https://softfamous.com/category/windows/network/vpn/)
157. ↑  "Laudanum". Accesat 4 mai 2007 (http://drugs.uta.edu/laudanum.html Arhivat în 31 mai 2007, la Wayback Machine.)
158. ↑  Ballantyne, JC; Mao, J, "Terapia cu opioide pentru durerea cronică.", The New England Journal of Medicine, 13 noiembrie 2003, vol. 349, nr. 20, pag. 1943–53, doi 10.1056/NEJMra025411, pmid 14614170
159. ↑  "Opiacee", Homehealth-uk.com. Accesat 7 octombrie 2011 (http://www.homehealth-uk.com/medical/professional_drugtests_opiates.htm Arhivat în 31 octombrie 2011, la Wayback Machine.)
160. ↑  Max Chamka; Tradus de Geraldine Ring, "3 grame de opiu pentru 1 dolar", Caucaz europenews. Accesat 6 mai 2007 (http://www.caucaz.com/home_eng/breve_contenu.php?id=163)
161. ↑  Finn AK, Whistler JL, "Endocitoza receptorului μ-opioidic reduce toleranța și o caracteristică celulară a sevrajului la opiacee", Neuron, decembrie 2001, vol. 32, nr. 5, pag. 829–39, pmid 11738029, doi 10.1016/S0896-6273(01)00517-7, s2cid 16396686
162. ↑  Alper KR, Lotsof HS, Kaplan CD, "Subcultura medicală a ibogainei", Journal of Ethnopharmacology, ianuarie 2008, vol. 115, nr. 1, pag. 9–24, pmid 18029124, doi 10.1016/j.jep.2007.08.034, s2cid 2355108
163. ↑  Volumul 126: Consumul de opiu. Volumul 126: Consumul de opiu. (https://monographs.iarc.who.int/news-events/volume-126-opium-consumption-2/)
164. ↑  "Dicționar de argou pentru opiacee", That's Poppycock. Accesat 1 mai 2010 (http://www.thatspoppycock.com/library/media/opiate-slang-dictionary/ Arhivat în 9 aprilie 2010, la Wayback Machine.)
165. 1 2  Dave Wilton, "dope", Wordorigins.org (5 ianuarie 2009). (http://www.wordorigins.org/index.php/site/comments/dope/ Arhivat în 2 octombrie 2016, la Wayback Machine.)